# Flora und Vegetation der maltesischen Inseln

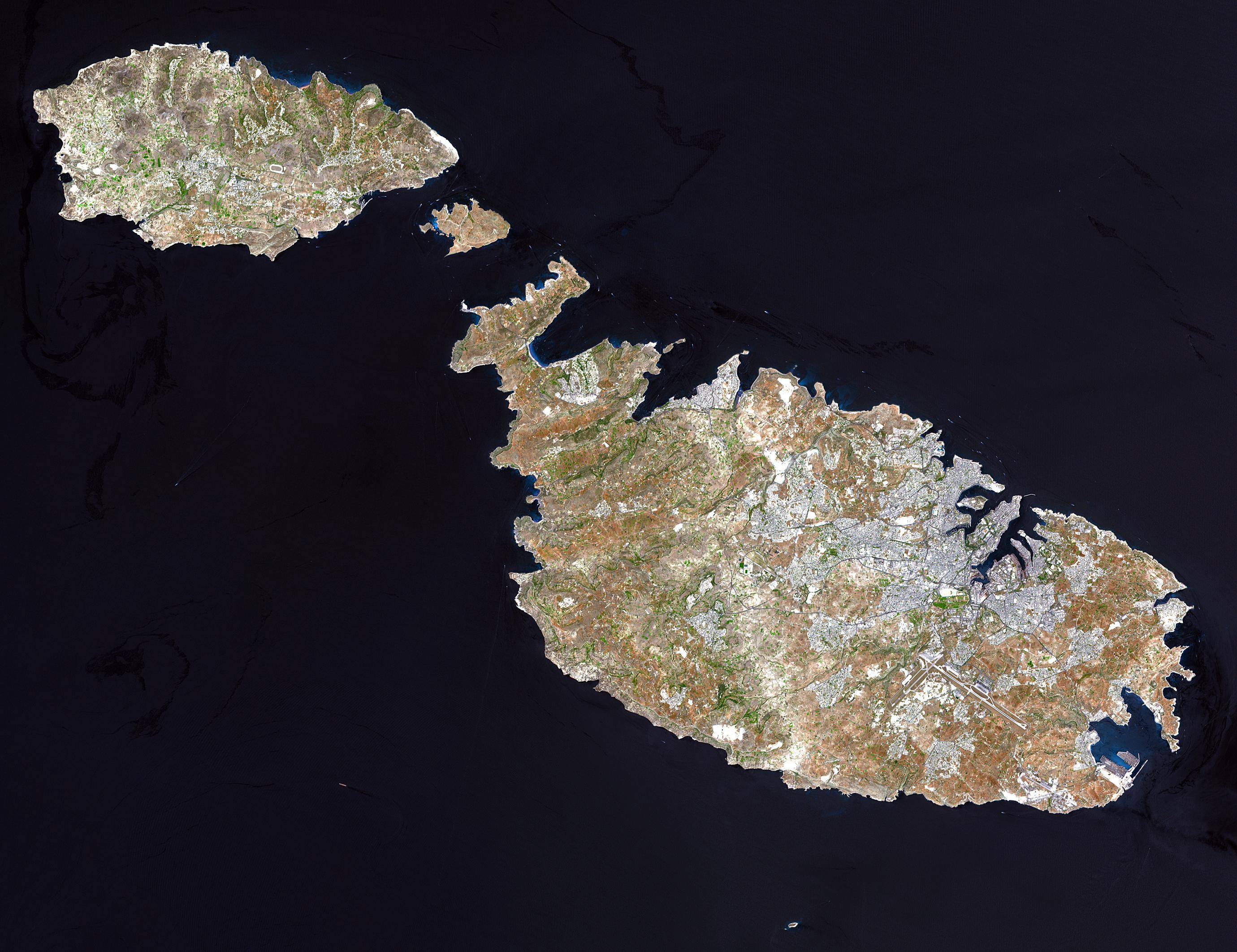
Satelliten-Bild der maltesischen Inseln: Gozo, Comino, Malta (v. l. n. r.)

Die Flora und Vegetation der maltesischen Inseln zeichnet sich durch ihren typisch mediterranen Charakter aus. Sie steht insbesondere der Flora und Vegetation des nur rund 100 Kilometer entfernten Siziliens nahe, ist aber zusätzlich von der nordafrikanischen Pflanzenwelt beeinflusst.
Mit rund 1100 höheren Pflanzenarten weisen die maltesischen Inseln angesichts ihrer geringen Größe, der geringen Habitatdiversität und des enormen menschlichen Einflusses für eine Mittelmeerflora einen bemerkenswerten Artenreichtum auf. Ein großer Anteil der Arten gilt dabei als nicht einheimisch.
Kein Bereich des Archipels ist von menschlichen Einflüssen freigeblieben, seine Umgestaltung begann bereits zu neolithischer Zeit mit der Holznutzung. Heute sind die Inseln annähernd waldlos, charakteristisch sind vor allem Vegetationsformen wie Steppe, Macchie oder die besonders häufige Garrigue.
Die Erforschung der maltesischen Flora begann im 17. Jahrhundert, aber erst im 20. Jahrhundert zeichnete sich eine kontinuierliche floristische Arbeit ab. Der außerordentlich hohe, durch den zunehmenden Tourismus noch gesteigerte menschliche Einfluss wirft zunehmend Fragen nach möglichen Lösungen für die sich ergebenden Konflikte zwischen Mensch und Natur auf.

## Naturraum

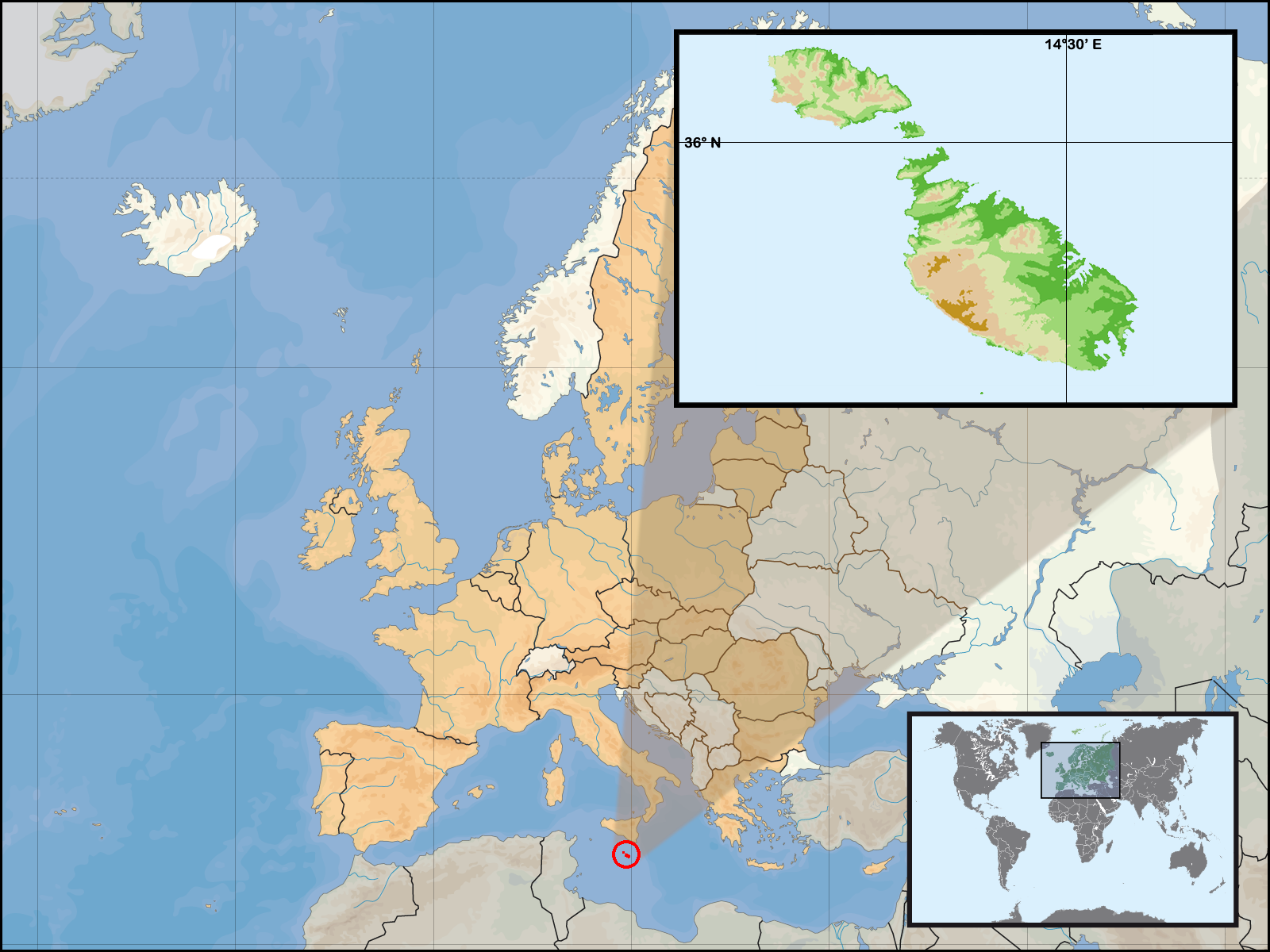
Lage und Topografie der maltesischen Inseln

### Geografische Lage
Die maltesischen Inseln liegen in der Mitte der Ost-West-Achse des Mittelmeers, rund 100 Kilometer südlich von Sizilien, 350 Kilometer nördlich von Tripolis und knapp 300 Kilometer östlich von Tunis. Sie erstrecken sich über eine Länge von 45 Kilometer von Nordwesten nach Südosten.
Der Archipel umfasst drei bewohnte Inseln, nämlich Malta (etwa 246 km²), Gozo (etwa 67 km²) und Comino (etwa 3 km²), sowie die unbewohnten Inselchen Cominotto, Filfla mit Filfoletta, Saint Paul’s Islands und Fungus Rock mit insgesamt weniger als 1 km² Fläche. Die höchsten Punkte der drei Hauptinseln sind Klippen mit Höhen von 253 (Malta), 135 (Gozo) und 75 (Comino) Meter Höhe. Das Profil des Terrains ist relativ gleichmäßig, Berge oder tiefe Täler fehlen. Es gibt zwar einige kleine Quellen, größere natürliche Gewässer wie Seen oder Flüsse fehlen aber. Aufgrund der geringen Ausdehnung der Inseln ist kein Punkt im Landesinneren mehr als 6,5 Kilometer von der Küste entfernt, weshalb eine gewisse Salztoleranz eine notwendige Eigenschaft aller Pflanzenarten der Inseln darstellt.

### Geologie
Die Inseln bilden das so genannte Malta-Plateau, das auf der Afrikanischen Kontinentalplatte liegt und ebenso wie das benachbarte Sizilien geologisch zu Afrika gehört. Vom Ende des Tertiärs an bis vor rund 12.000 Jahren bestand zwischen Südsizilien und Nordafrika immer wieder eine Landbrücke, die das frühe Mittelmeer in zwei Becken teilte und noch heute als unterseeischer Meeresrücken erhalten ist. Im Zuge der Eiszeiten sank und stieg der Wasserspiegel des Mittelmeers und überflutete diese Landbrücke wiederholt. Zu Zeiten niedriger Wasserstände bot diese so einen Weg zur Zuwanderung auch nordafrikanischer Pflanzenarten nach Malta.
Auf den ältesten Gesteinsschichten folgten Ablagerungen aus dem Miozän von Globigerinenkalk und blauem Ton sowie Korallenkalk. Geologisch sind die Inseln also recht jung. Stellenweise treten auch pleistozäne Ablagerungen (alte Bodenbildungen, Flusskiese, Konglomerate, Brekzien und Dünen der Küsten sowie Füllungen von Hohlräumen und Spalten) in Erscheinung.
Aufgrund der kalkhaltigen Böden sind annähernd alle Pflanzen der maltesischen Flora kalkliebend oder zumindest kalktolerant.

### Geomorphologie und Böden
Infolge des geologischen Ausgangsmaterials sind die meisten maltesischen Böden mit einem pH-Wert von in der Regel über 8,0 leicht alkalisch. Drei wesentliche Bodentypen lassen sich unterscheiden: neben relativ jungen, carbonatischen Rohböden zumeist im Südwesten Maltas und dem Zentrum von Gozo mit einem Calciumcarbonatanteil von bis zu 90 % und einem sehr niedrigen Humusanteil von 1 bis 1,5 % finden sich im Zentrum Maltas sowie im mittleren und westlichen Gozo ältere Xerorendzina-Böden (durch semi-aride Trockenheit geprägte Rendzina) mit einem Calciumcarbonat-Gehalt zwischen 55 und 80 sowie einem mittleren Humusgehalt von 2 bis 3 %. Die ältesten Böden jedoch sind die fossilen Terra rossa und Terra fusca sowie ihre Zwischenformen mit Humusgehalten um 4,5 % und Calciumcarbonat-Gehalten von nur mehr 2 bis 15 %, die die Küsten von Gozo und den Norden, Süden und Südwesten von Malta dominieren. 

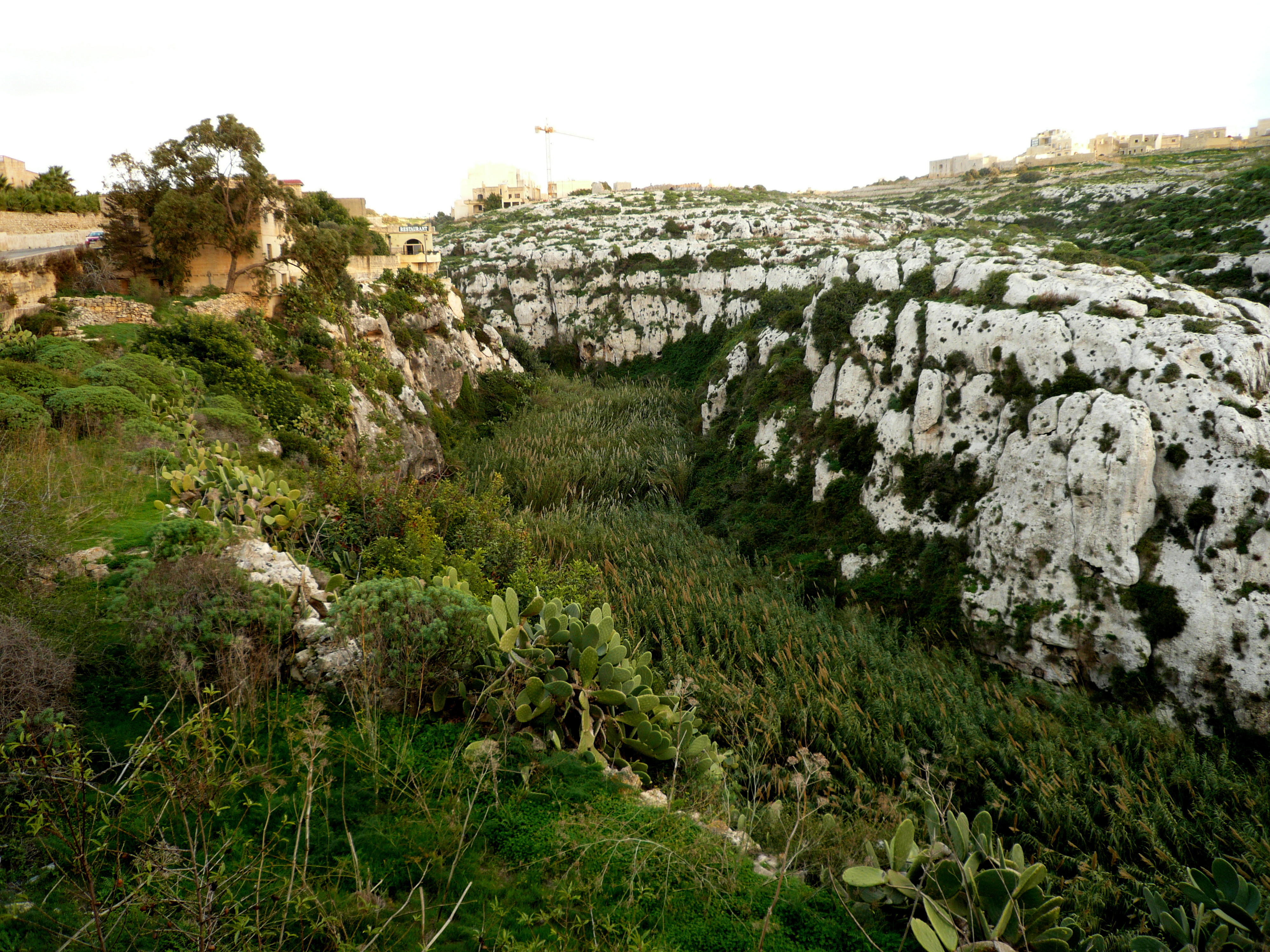
Wied Xlendi auf Gozo im Winter

Charakteristische topografische Elemente der Inseln sind rdum und wied. Erstere sind annähernd vertikale, kontinuierlich erodierende Felswände, an deren Fuß sich der Schutt der Erosion sammelt. Durch ihre Unzugänglichkeit und die von Felswänden und Schutt gebildeten Rückzugsräume stellen die rdum wichtige Rückzugsgebiete auch endemischer Arten der Flora und Fauna dar. Die Widien (Mehrzahl von wied, auch inhaltlich eng verwandt mit dem arabischen Begriff Wadi) sind tief eingeschnittene Wasserläufe, die von Vegetation meist überwachsen sind und im Herbst und Winter gleichmäßig Wasser führen. Sie wurden unter feuchteren klimatischen Bedingungen wie beispielsweise während des Pleistozäns durch Wasserläufe in die Oberfläche der Inseln geschnitten oder sind durch tektonische Ereignisse entstanden. Einige wenige Widien beherbergen eigene Quellen und weisen so ganzjährig Wasser auf. Daher zählen diese Widien zu den artenreichsten Standorten der Inseln.
Ein weiteres wichtiges Merkmal der Insel, das sie von vielen anderen, fast immer äußerst trockenen Inseln des zentralen Mittelmeers unterscheidet, sind die zahlreichen Süßwasserquellen, die sich aus regenwassersammelnden Grundwasserleitern (Aquiferen) im durch eine Lehmschicht versiegelten Kalkstein speisen. Ohne sie wäre eine dichte menschliche Besiedlung der Inseln bis zum heutigen Ausmaß nicht möglich gewesen.

### Klima
Die maltesischen Inseln weisen ein typisches Mittelmeerklima auf: die Sommer sind heiß und trocken, die Winter kühl und feucht. Größere Niederschlagsmengen gibt es nur in der Zeit zwischen Oktober und März, von Mai bis Anfang September hingegen sind die Niederschlagsmengen so gering, dass in dieser Zeit das Pflanzenwachstum praktisch zum Erliegen kommt. Die relative Luftfeuchtigkeit ist mit 65 bis 80 % recht hoch. Der mittlere jährliche Niederschlag beträgt rund 550 Millimeter, ist aber über die Jahre hinweg sehr variabel. Anders die Temperaturen, die – typisch für eine Insel – über das Jahr hinweg recht beständig sind. Die Anzahl der Sonnenstunden ist auch im Winter hoch. Auf den Inseln ist es recht windig, Windstille ist selten. Ebenfalls rar ist länger anhaltender Regen. Nur sehr vereinzelt dokumentiert sind Frost und Schnee, die nicht nur äußerst seltene Phänomene sind, sondern wenn, dann nur sehr kurz auftreten.
Die klimatischen Bedingungen mit der langen Trockenphase im Sommer erzwingen, dass ausdauernde, nicht sukkulente Pflanzen über den Sommer eine Ruhezeit einlegen müssen, so ziehen Geophyten z. B. in ihre Überdauerungsorgane ein.
|                        | Jan  | Feb  | Mär  | Apr  | Mai  | Jun  | Jul  | Aug  | Sep  | Okt  | Nov  | Dez   |   |       |
| Mittl. Temperatur (°C) | 12,3 | 12,5 | 13,7 | 15,7 | 18,8 | 22,7 | 25,5 | 26,1 | 24,4 | 21,4 | 17,7 | 14,1  | ⌀ | 18,8  |
| Mittl. Tagesmax. (°C)  | 15,2 | 15,5 | 16,7 | 19,1 | 23,3 | 27,5 | 30,7 | 30,7 | 28,0 | 24,2 | 20,1 | 16,7  | ⌀ | 22,3  |
| Mittl. Tagesmin. (°C)  | 9,2  | 9,3  | 10,1 | 11,9 | 14,9 | 18,4 | 21,0 | 21,0 | 20,1 | 17,1 | 13,9 | 11,0  | ⌀ | 14,9  |
|                        |      |      |      |      |      |      |      |      |      |      |      |       |   |       |
| Niederschlag (mm)      | 89,0 | 61,3 | 40,9 | 22,5 | 6,6  | 3,2  | 0,4  | 7,0  | 40,4 | 89,7 | 80,0 | 112,3 | Σ | 553,3 |
|                        |      |      |      |      |      |      |      |      |      |      |      |       |   |       |
| Sonnenstunden (h/d)    | 5,3  | 6,3  | 7,3  | 8,3  | 10,0 | 11,2 | 12,1 | 11,3 | 8,9  | 7,3  | 6,3  | 5,2   | ⌀ | 8,3   |
|                        |      |      |      |      |      |      |      |      |      |      |      |       |   |       |
| Regentage (d)          | 13,7 | 10,9 | 8,9  | 6,4  | 2,8  | 1,1  | 0,4  | 1,0  | 3,9  | 10,2 | 10,6 | 14,2  | Σ | 84,1  |

| 9,2 |

| 9,3 |

| 10,1 |

| 11,9 |

| 14,9 |

| 18,4 |

| 21,0 |

| 21,0 |

| 20,1 |

| 17,1 |

| 13,9 |

| 11,0 |

| 9,2 |

| 9,3 |

| 10,1 |

| 11,9 |

| 14,9 |

| 18,4 |

| 21,0 |

| 21,0 |

| 20,1 |

| 17,1 |

| 13,9 |

| 11,0 |

## Florengeschichte
Über die Flora des maltesischen Archipels im Pleistozän ist nur wenig bekannt, nicht näher datierte Funde existieren von Echtem Lorbeer und Aleppo-Kiefern. Aus der Flora des frühen Holozäns nachgewiesen sind Gewöhnlicher Judasbaum, Weißdorn-Arten, Eschen-Arten sowie Vertreter der Gattungen Phillyrea und möglicherweise der Ölbäume. Zwischeneiszeitliche Pollenfunde zeichnen eine Flora nach, die jener der montanen Regionen Siziliens ähnelte, dominiert von Süßgräsern, Haseln, Kiefern, Erlen, Hopfenbuchen, Farnen und Sauergrasgewächsen. Zugleich lässt sich unter anderem durch Pollen von Tausendblatt, Hahnenfuß, Zweizähne und Torfmoose die Vegetation größerer Feuchtgebiete nachweisen.

## Artenvielfalt
| Insel    | Größe (km²) | Höhe (m) | Artenzahl (einheimisch) |
| -------- | ----------- | -------- | ----------------------- |
| Malta    | 316         | 253      | ≈800                    |
| Balearen | 5014        | 1445     | ≈1500                   |
| Kreta    | 8259        | 2456     | 1635                    |
| Korsika  | 8680        | 2710     | 2465                    |
| Sizilien | 25707       | 3350     | 2707                    |

Die Flora der maltesischen Inseln besteht (nach den erschienenen Bänden 1 bis 4 der Med-Checklist sowie den veröffentlichten Einträgen in der Euro+Med Plantbase und der Flora of the Maltese Islands) aus etwa 1100 Gefäßpflanzenarten. Angesichts der geringen Oberfläche, der mangelnden Vielfalt an Habitaten und des enormen Bevölkerungsdrucks ist das ein bemerkenswerter Reichtum an Pflanzenarten für eine mediterrane Insel (siehe Vergleichstabelle). Von diesen 1100 sind etwa 950 (nach anderen Erhebungen 800) einheimisch oder alteingebürgert (Archäophyten), während etwa 75 Arten fest etablierte Neophyten sind und etwa ebenso viele mehr oder weniger unbeständig auftreten. Mit 10 bis 20 % der Arten weist die maltesische Flora einen relativ großen Anteil nicht einheimischer Flora auf. Rund 350 Arten gelten als ausgestorben, gefährdet oder selten.
Nach gegenwärtigem Kenntnisstand sind rund 13 Arten und 4 Unterarten (deren taxonomischer Status allerdings nicht in allen Fällen gesichert ist) Endemiten des maltesischen Archipels. Das Epitheton melitensis vom lateinischen Wort für Malta verweist häufig auf solche Endemiten. Einige dieser Arten sind sogenannte Paläoendemiten, also Relikte einer voreiszeitlichen Mittelmeerflora, die während der Messinischen Salinitätskrise zuwanderten.

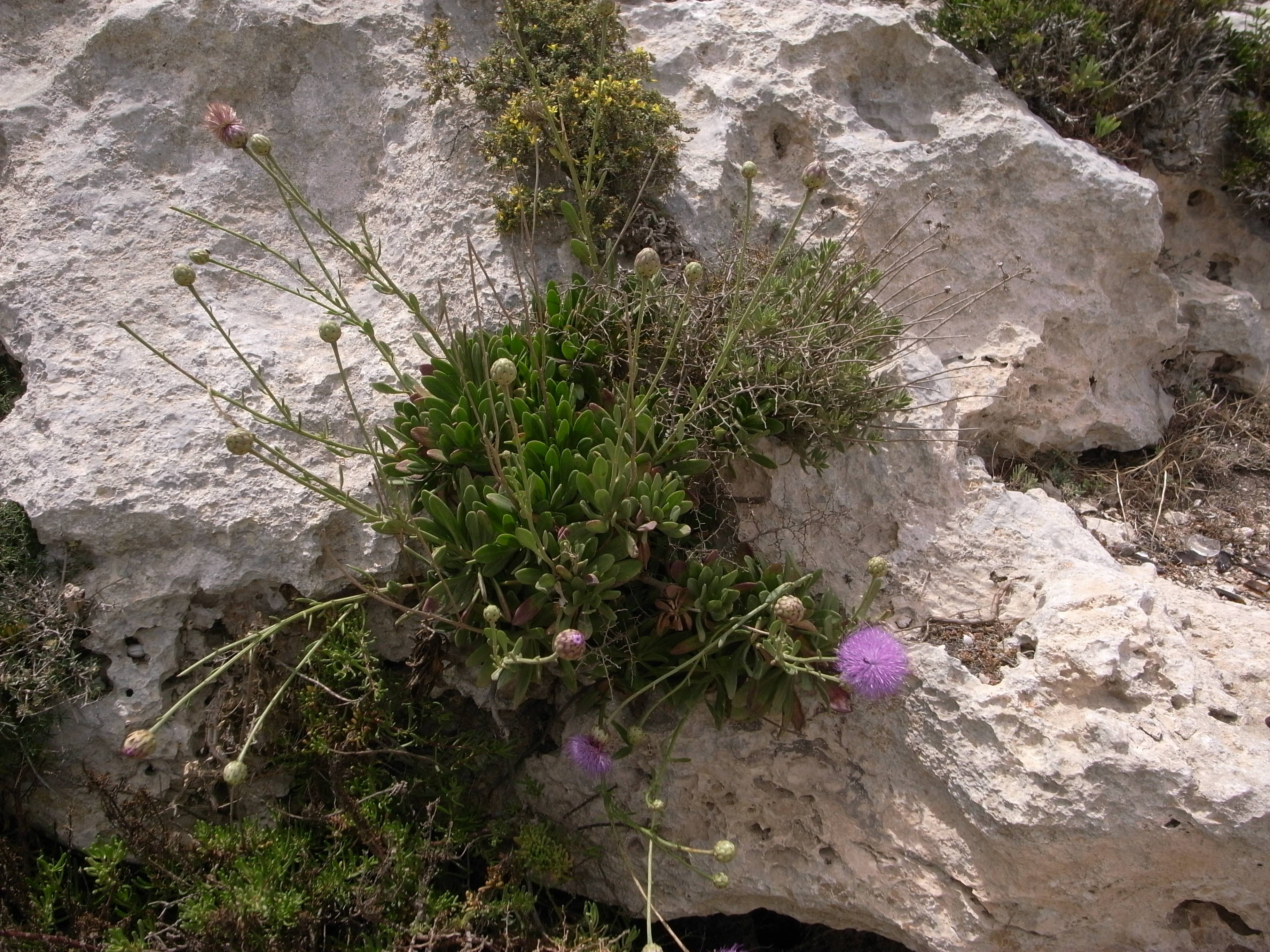
Cheirolophus crassifolius, die maltesische Nationalpflanze

| - Fuchsschwanzgewächse (Amaranthaceae): - Atriplex lanfrancoi - Salsola melitensis - Kreuzblütengewächse (Brassicaceae): - Matthiola incana subsp. rupestris - Hülsenfrüchtler (Fabaceae): - Anthyllis hermanniae subsp. melitensis - Wolfsmilchgewächse (Euphorbiaceae) - Euphorbia melitensis - Bleiwurzgewächse (Plumbaginaceae): - Limonium melitense - Limonium zeraphae - Schwertliliengewächse (Iridaceae) - Romulea variicolor | - Korbblütengewächse (Asteraceae): - Anthemis urvilleana - Cheirolophus crassifolius, Nationalpflanze Maltas - Helichrysum melitense - Hyoseris frutescens - Jasonia bocconei - Laichkrautgewächse (Potamogetonaceae): - Zannichellia melitensis - Lauchgewächse (Amaryllidaceae-Allioideae): - Allium lojaconoi - Allium melitense - Orchideen (Orchidaceae): - Anacamptis pyramidalis var. urvilleana - Ophrys melitensis |

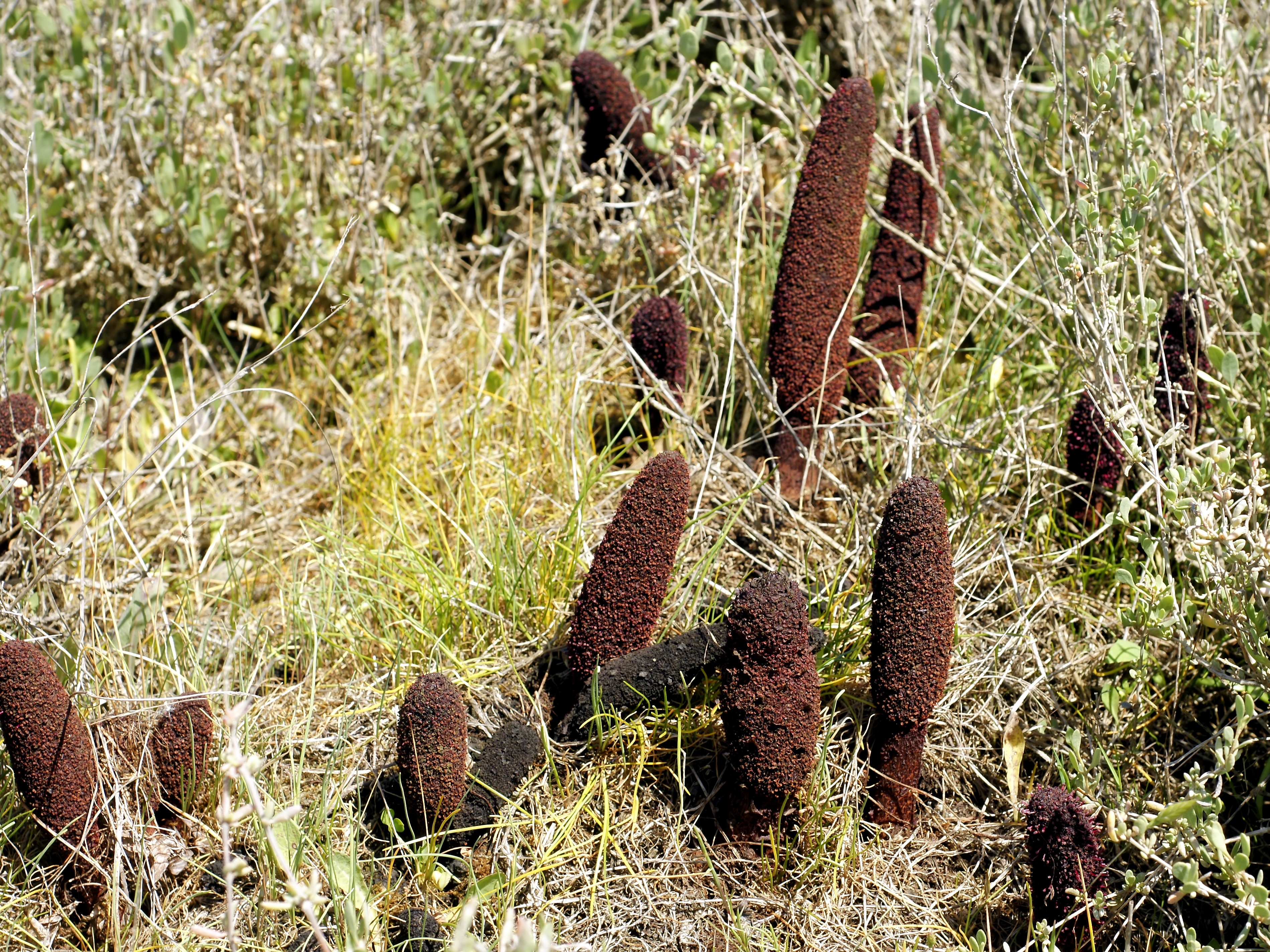
Der Malteserschwamm (hier ein Bestand in Sardinien)

Damit sind nur etwas über 1 % der maltesischen Blütenpflanzen-Arten endemisch. Im Vergleich mit den anderen größeren mediterranen Inseln wie Sardinien, Korsika, Sizilien, Kreta oder den Balearen, deren Endemismusgrad vier bis zehn Mal so hoch ist, ist das ein ausgesprochen niedriger Wert. Als ursächlich dafür gilt, dass Malta eine viel kleinere Fläche, nur sehr niedrige Reliefunterschiede und damit eine niedrigere Standortvielfalt hat. Weitere Erklärungsansätze sind, dass der Archipel mit 12.000 Jahren erst seit verhältnismäßig kurzer Zeit vom Festland isoliert ist und durch menschlichen Einfluss stark verändert wurde.
Ungeachtet seines Namens kein Endemit ist die bekannteste maltesische Pflanze, der Malteserschwamm (Cynomorium coccineum), der in Malta nur auf dem nach ihm benannten Fungus Rock (englisch für „Pilz-Felsen“) vor Gozo vorkommt, darüber hinaus aber auch im restlichen Mittelmeerraum, in Makaronesien sowie in den Salzwüsten Zentralasiens zu finden ist.
Als zumeist unzureichend erforscht gilt bisher die Kryptogamenflora. Zu den über 120 bekannten Moosen der Inseln zählte auch das nur 1913 anhand eines Fundes in Malta beschriebene Lebermoos Riccia melitensis, das als endemisch galt, bis es 2015 als Riccia ciliifera synonymisiert wurde. Darüber hinaus sind auch rund 150 Algen, ebenso viele Großpilze und rund 300 Flechten nachgewiesen. Trotz fehlender Wälder sind auch etwas über 70 Schleimpilzarten einheimisch.

## Florenbeziehungen
Die maltesische Flora ist eine typisch mediterrane Flora, der größte Teil ihrer Pflanzen ist auch in anderen Regionen des Mittelmeergebietes zu finden. Ihre Zusammensetzung ähnelt durch enge geobotanische Beziehungen stark der Flora und Vegetation Siziliens, besonders auffällig ist die Verwandtschaft zur Malta nördlich gegenüberliegenden Halbinsel Ragusa. Die maltesische Flora setzt sich von der sizilianischen allerdings durch einen stärkeren Anteil nordafrikanischer Pflanzenarten ab.

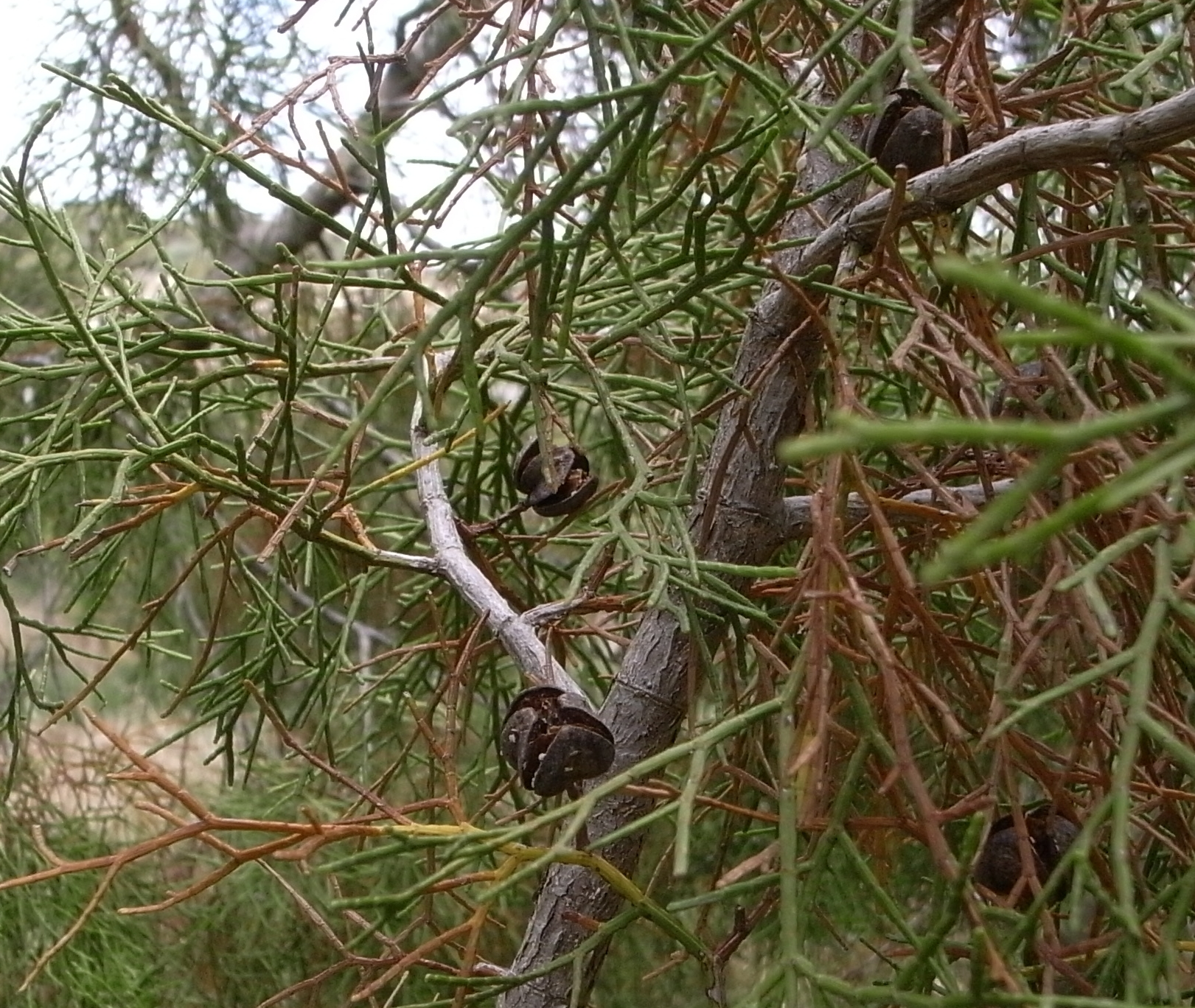
Laub und Zapfen des Sandarakbaums (Buskett Gardens)

Auf den maltesischen Inseln sind einige Semi-Endemiten beheimatet (also Arten, die nicht allein auf dem maltesischen Archipel, aber nur gering darüber hinaus verbreitet sind), welche die näheren verwandtschaftlichen Beziehungen deutlich illustrieren. So die Gruppe der siculo-maltesischen Endemiten, die sich außer auf Malta noch in Sizilien und vereinzelt auch in Kalabrien finden (z. B. Desmazeria pignattii, Oncostema sicula und der Scheinkrokus Romulea melitensis, der bis vor kurzem als Endemit Maltas galt), aber auch die pelago-maltesischen Endemiten, die Malta mit den benachbarten Pelagischen Inseln teilt (z. B. Linaria pseudolaxiflora, Elatine gussonei und Daucus lopadusanus). Die Verbindungen nach Nordafrika wiederum dokumentieren hingegen die – stark gefährdeten – Bestände des Sandarakbaums (Tetraclinis articulata), der sonst fast ausschließlich im Maghreb vorkommt, sowie von Periploca angustifolia. Auch die endemischen Arten Darniella melitensis und Jasonia bocconei besitzen ihre jeweils nächsten Verwandten in Nordafrika. Erwähnenswert ist auch die Meerzwiebel-Art Urginea pancration, die hauptsächlich in Süditalien, auf Sizilien, Malta und im Gebiet der Großen Syrte sowie auf den Balearen vorkommt.
Weite Teile der maltesischen Flora spiegeln sich in der Flora anderer Mittelmeerregionen wider. Rund 95 % der Flora finden sich auch in Sizilien, 90 % an der spanischen Küste, zwischen 80 und 90 % an den Küsten von Südfrankreich, Westitalien sowie auf Sardinien, Korsika und den Balearen, fast 80 % in Südost-Griechenland und 70 % selbst noch auf Kreta. Der pan-mediterrane Charakter der maltesischen Flora wurde und wird durch menschliche Einflüsse wie Handel vermutlich noch verstärkt.

## Vegetation

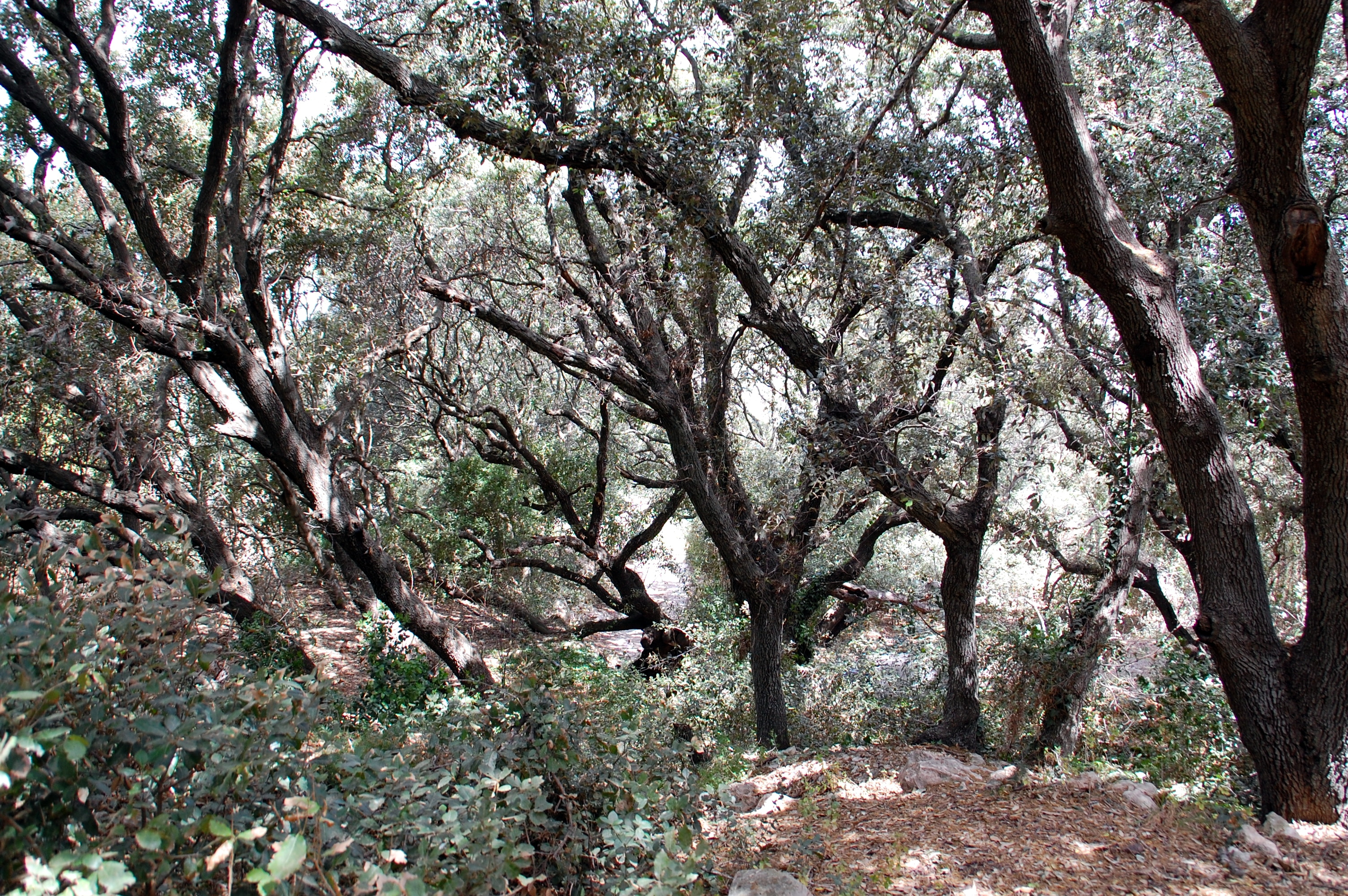
600 bis 900 Jahre altes Fragment eines Steineichen-Waldes, Wardija Ridge

### Hauptökosysteme

#### Waldgebiete

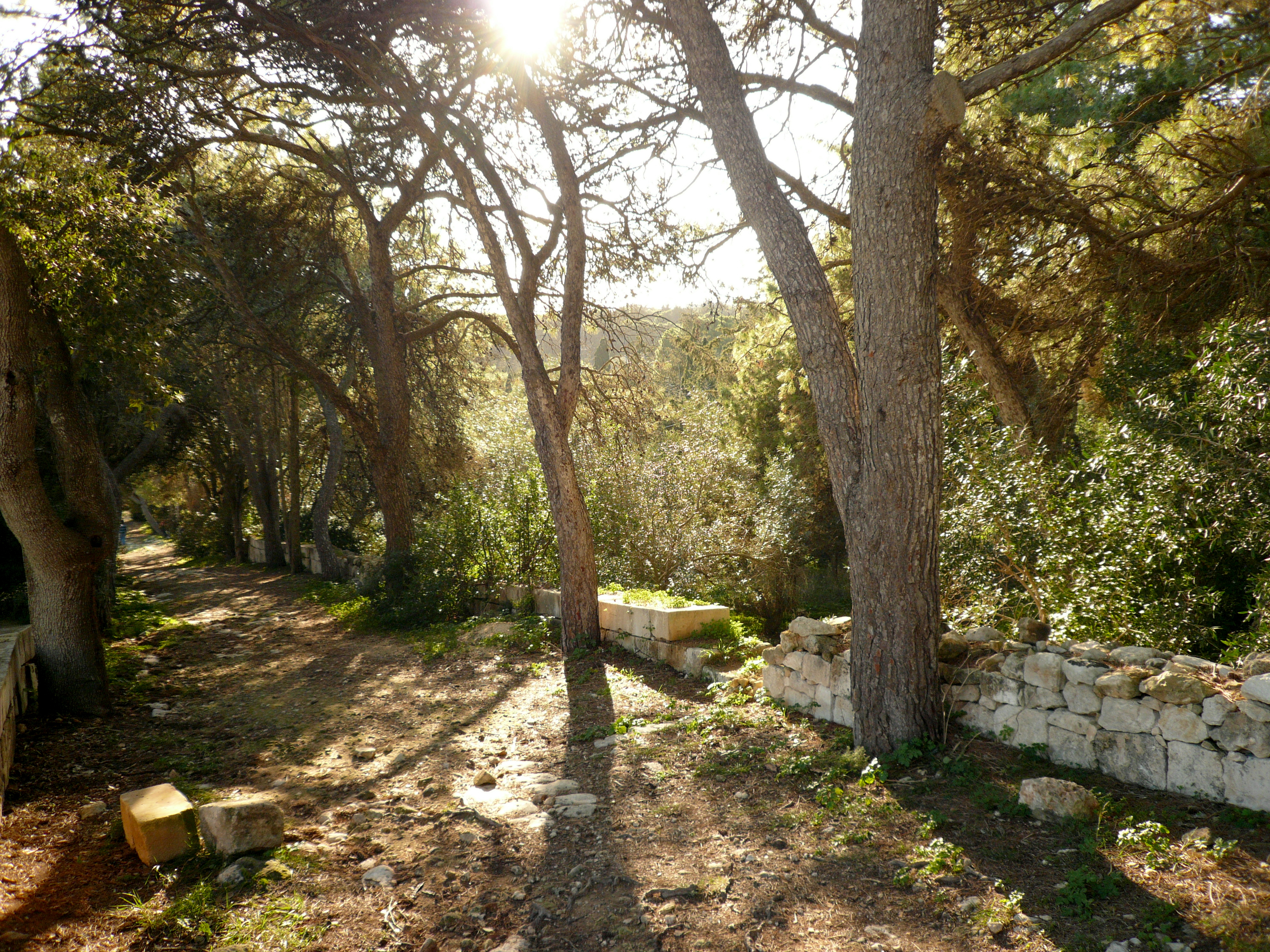
Buskett Gardens

Es wird angenommen, dass vor der Besiedlung durch den Menschen die Insel – typisch für das zentrale Mittelmeer – zu weiten Teilen mit Hartlaubwäldern aus Stein-Eiche (Quercus ilex) und Aleppo-Kiefer (Pinus halepensis) sowie einem Unterholz aus kleineren Sträuchern und Bäumen bewachsen war. Mit der Besiedlung der Insel begann eine sukzessive Entwaldung, da die Wälder für Bau- und Ackerflächen gerodet wurden bzw. das Holz als Nutzholz gebraucht wurde. Heute sind diese Wälder vollständig verschwunden, ihre einzigen Überreste sind rund 25 Steineichen mit einem geschätzten Alter zwischen 600 und 900 Jahren, die sich auf vier Standorte der Insel Malta verteilen.
Diese Fragmente der ursprünglichen Bewaldung bilden keine funktionierenden Ökosysteme mehr, ebenso wenig von Menschen gepflanzte baumbestandene Flächen (Parks, Plantagen o. ä.). Nur das auf menschliche Pflanzungen zurückgehende Waldstück Buskett Gardens kann für sich beanspruchen, ein naturnahes und selbsterhaltendes Waldökosystem darzustellen. Buskett Gardens wird dominiert von Aleppo-Kiefern, daneben von Bedeutung sind Olivenbäume (Olea europaea), Stein-Eichen und Johannisbrotbäume (Ceratonia siliqua) und ein Unterholz aus Terpentin-Pistazien (Pistacia terebinthus), Stechpalmen-Kreuzdorn (Rhamnus alaternus) und Eingriffeligen Weißdornen (Crataegus monogyna). Als einziges funktionierendes Waldgebiet der Insel stellt Buskett Gardens trotz seiner „Halb-Natürlichkeit“ ein wichtiges Rückzugsgebiet für Pflanzen und Tiere dar, die von Wäldern abhängig und deren Bestände auf der Insel daher gefährdet sind. Für einige etwas ältere Wiederaufforstungen (z. B. Bajda Ridge, Wardija Ridge) gilt ähnliches, wenngleich in geringerem Maße. Von Naturschützern stark kritisiert wurden Bemühungen der Regierung, Wiederaufforstungen mit nichteinheimischen Arten wie z. B. Eukalyptus oder Akazien zu betreiben.

#### Macchie
Ein typisches Resultat von Entwaldungsprozessen im Mittelmeerraum mit anschließender Erosion ist die 1 bis 3 Meter hoch wachsende Macchie. Ihre maltesische Ausprägung ist die einer immergrünen und verarmten Vegetation, die sich hauptsächlich aus Bäumen und Sträuchern wie Johannisbrotbaum, Olivenbaum, Mastixstrauch (Pistacia lentiscus), Rhamnus lycioides subsp. oleoides, Teucrium flavum, Windendem Geißblatt (Lonicera implexa), Rauer Stechwinde (Smilax aspera), Wahrem Bärenklau (Acanthus mollis) und Großem Klippenziest (Prasium majus) zusammensetzt. Hier lassen sich zwei Formen unterscheiden, nämlich zum einen eine halb-natürliche Macchie an unzugänglichen Standorten wie Steilhängen und den rdum sowie eine künstliche Macchie um von Menschen gepflanzte Bäume, zumeist Oliven- und Johannisbrotbäume.

#### Garrigue

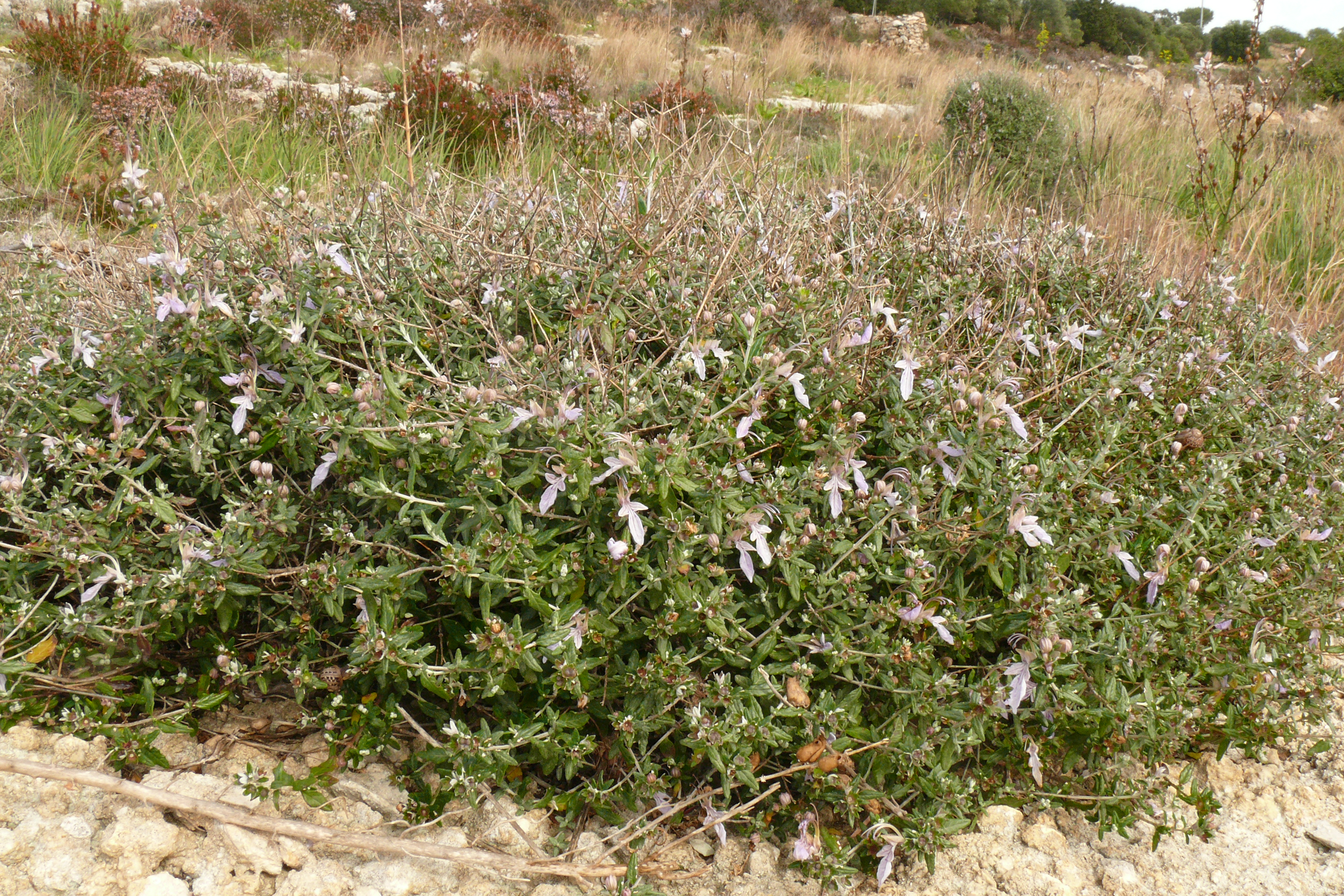
Garrigue auf Malta, vorn Teucrium fruticans

Die Garrigues, also offene mediterrane Strauchheiden, sind mit ihren zahlreichen Unterformen das häufigste natürliche Ökosystem Maltas. Ihr strauchiger, bis zu einem Meter hohe Bewuchs steht zerstreut, die Sträucher duften meist stark und sind Xerophyten. Sie stellen ein typisches Ökosystem felsiger Böden dar. Einige der Bestände entstanden durch Degradation von Wald und Macchie, gefolgt von starker Erosion, die den Felsuntergrund zu weiten Teilen freigelegt hat. Charakteristische Arten sind neben vielen Geophyten und Therophyten der Kopfige Thymian (Thymbra capitata), Vielblütige Heide (Erica multiflora), Teucrium fruticans sowie die Endemiten Euphorbia melitensis und Anthyllis hermanniae subsp. melitensis. Garrigues finden sich vor allem in Westmalta sowie im Hügelland Gozos.

#### Steppen
Auch die sehr formenreichen Steppen-Trockenrasen wiederum sind das Ergebnis von Degradationen, hier von Macchie und Garrigue. Hauptfaktoren der Degradation sind grasende Ziegen, die Pflanzen, auch dornige, bis auf die Oberfläche herunterfressen können, ein anderer Auslöser ist zum Beispiel die durch kurze, schwere Regenfälle verursachte Erosion der Böden. Steppenformationen können sich aber auch auf brachliegendem Ackerland entwickeln.
Steppenvegetationen werden dominiert von Gräsern, Doldenblütlern, Disteln und Geophyten. Im Klimaxstadium der Steppenvegetation finden sich dann zum Beispiel Hyparrhenia hirta oder Andropogon distachyos, auf lehmigen Hängen (die einen deutlich abweichenden Typ Steppenvegetation darstellen) aber auch das Espartogras (Lygeum spartum). Charakteristische Pflanzen weiterer Steppen-Vegetationstypen sind Gräser wie Brachypodium retusum oder Phalaris coerulescens (= Ph. truncata). Sind die Steppen stärker degradiert, finden sich als charakteristische einjährige Gräser Stipa capensis und Aegilops geniculata sowie zahlreiche Disteln (z. B. Carlina involucrata, Notobasis syriaca, Galactites tomentosus) und Geophyten (z. B. Ästiger Affodill (Asphodelus ramosus) (= A. aestivus auct.)) und die Meerzwiebel (Urginea pancration).

### Sonderstandorte

#### Seegraswiesen
Die Meeresflora Maltas ist im sogenannten Litoral geprägt von Seegraswiesen, die bis in 40 Meter Tiefe vordringen und die Grundlage eines der bedeutendsten Ökosysteme des Mittelmeers sind. Hier dominiert das Neptungras (Posidonia oceanica), ein Endemit des Mittelmeers, der bekannt ist für die kleinen filzigen Seebälle, die aus totem Material entstehen. In seichten Küstenabschnitten von 5 bis 10 Meter Tiefe findet sich häufig auch Cymodocea nodosa. An zwei Orten findet sich darüber hinaus das aus dem Roten Meer eingeschleppte Seegras Halophila stipulacea.

#### Küsten-Gesellschaften

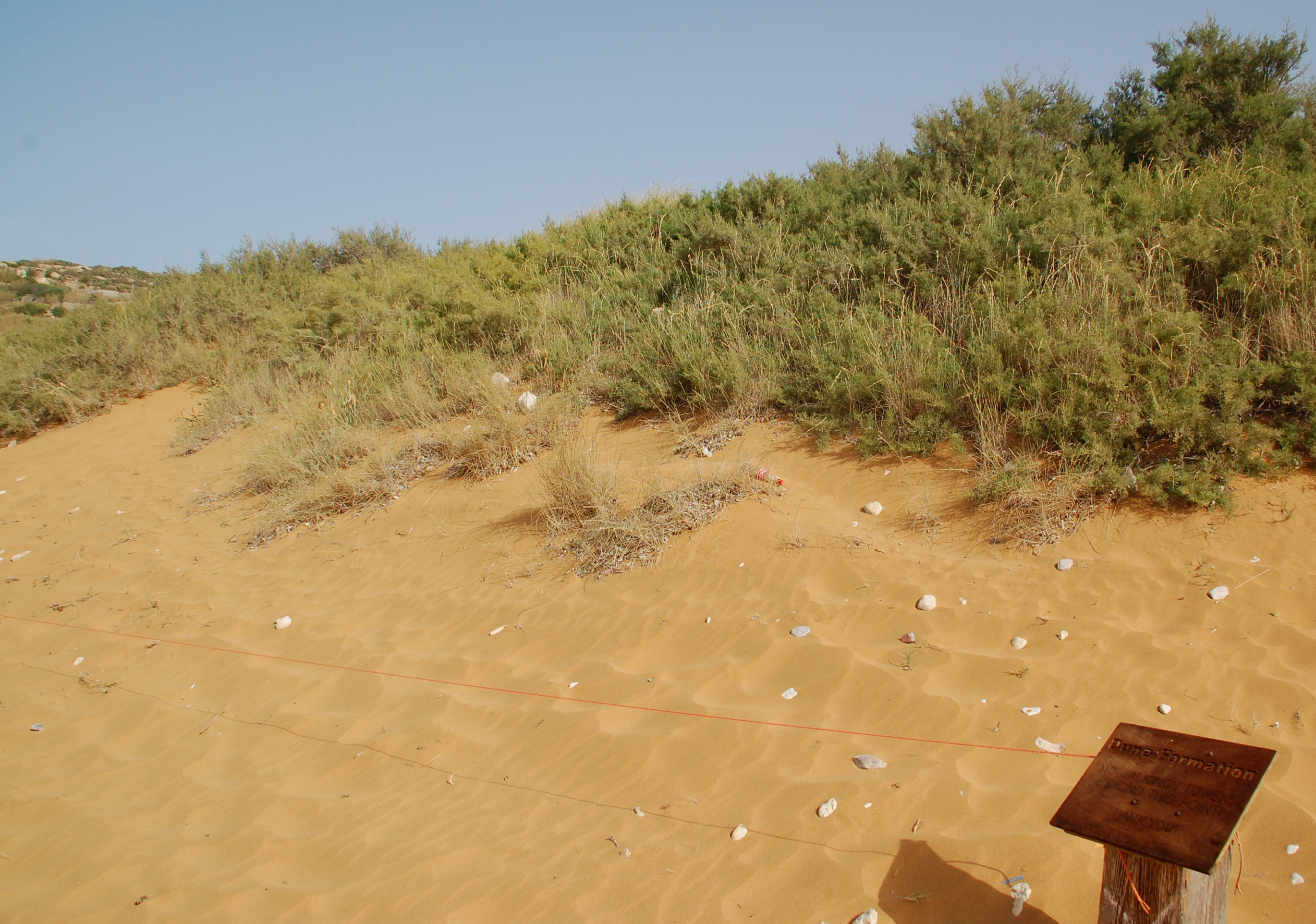
Gegen unbefugtes Betreten durch Absperrung geschützte Dünenformation der Ramla Bay, einem Strand auf Gozo

Die Sumpfgebiete der Küstenzone mit ihrem erhöhten Salzgehalt bilden sich in der Regenzeit, mit Voranschreiten der Trockenzeit verdunstet das Wasser und wird immer brackiger, bis das Sumpfland bis zur nächsten Regenzeit endgültig trockenfällt. Diese extremen Bedingungen führen zu einer so hochspezialisierten Artengemeinschaft, dass annähernd jeder Standort angesichts der ihm eigenen Bedingungen ein eigenes Spektrum an Arten aufweist. Zugleich bilden diese Habitate eine Übergangszone zwischen den Pflanzengesellschaften des Meeres, des Süßwassers und des Landes. Einige wenige und bisher nur unzureichend erforschte Standorte weisen dabei Floren auf, die sich gleichermaßen aus Süß- wie Salzwasserarten zusammensetzen.
Zu den am meisten bedrohten lokalen Ökosystemen zählen die fast sämtlich durch den Tourismus stark in Mitleidenschaft gezogenen Dünengesellschaften an Sandstränden. Dominant sind hier Elytrigia juncea und Sporobolus pungens (= Sp. arenarius). Die bis vor wenigen Jahren ebenfalls häufigen Bestände der Mittelmeer-Unterart des Gewöhnlichen Strandhafers (Ammophila arenaria subsp. arundinacea) sind mittlerweile bereits ausgestorben.
Einige Salzpflanzen besiedeln an sanft abfallenden Felshängen die salzhaltigen Böden, die sich in den Vertiefungen des felsigen Untergrundes angesammelt haben. Sie sind die einzigen Standorte zweier Endemiten, nämlich von Limonium zeraphae und Anthemis urvilleana, daneben findet sich hier auch Allium lojaconoi, die zwar ebenfalls endemisch, aber auch auf anderen Standorten in Malta noch zu finden ist. Auch die Semi-Endemiten Desmazeria pignattii und Senecio leucanthemifolius var. pygmaeus (= S. pygmaeus) sowie die auf dem maltesischen Archipel nur auf Comino vorkommende Hymenolobus procumbens subsp. revelierei (incl. subsp. sommieri) sind auf diese Standorte beschränkt.

#### Fels-Formationen

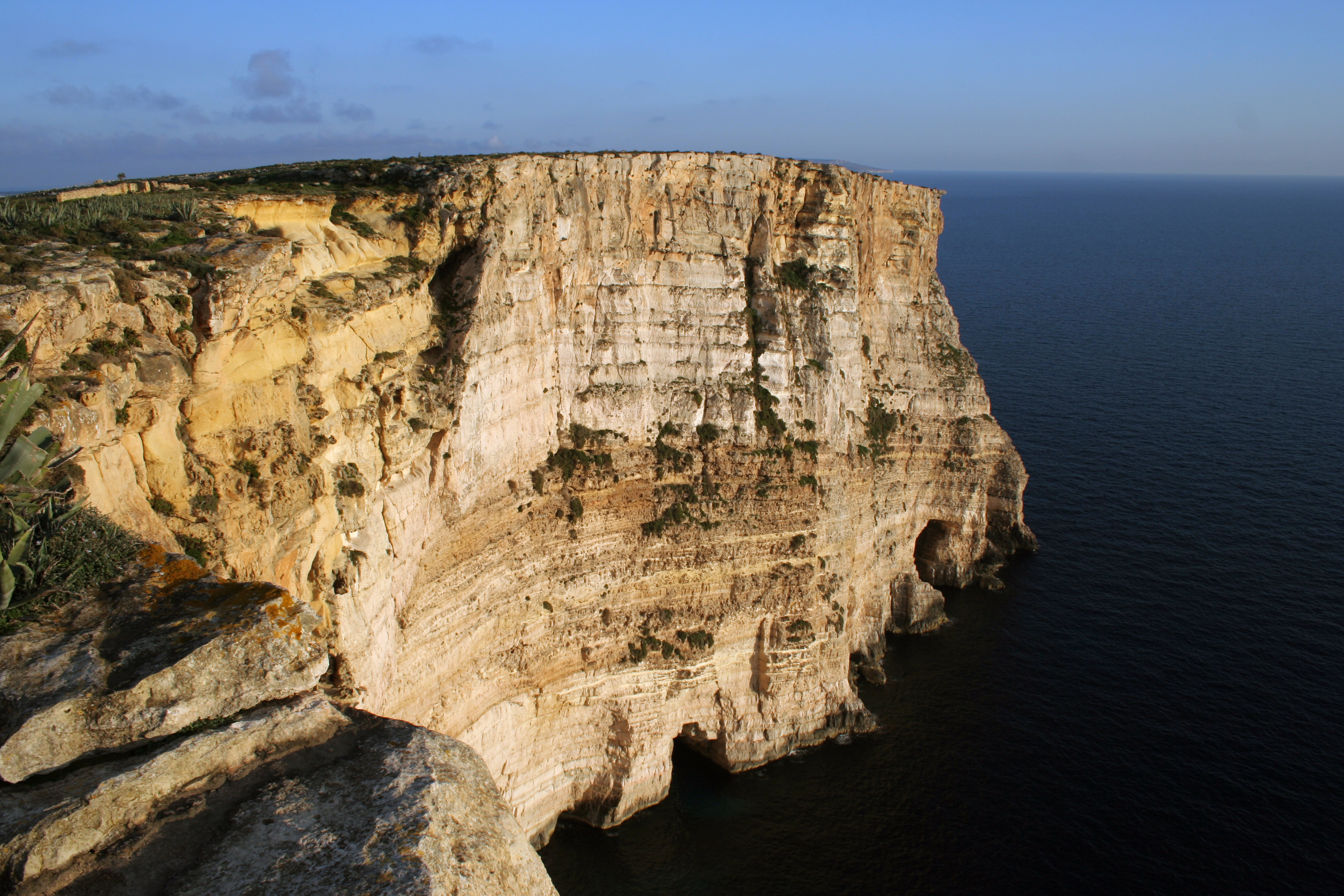
Steilküste bei Gozo

Die Pflanzenformationen felsiger Standorte besiedeln Kliffe und hohe Mauern, auch die rdum lassen sich dabei als inländisch gelegene Kliffe verstehen. Die Kliffküsten im Süden, Westen und Südwesten Maltas sowie im Süden und Südwesten Gozos sind vertikale, 70 bis 130 Meter hohe Steilküsten, im bis auf 253 Meter Höhe ansteigenden Gebiet der Dingli Cliffs hingegen treten sie als Hanglage auf, die teils terrassiert und als Ackerland genutzt wird.
Diese Pflanzenformation lässt sich auch als eine Sonderform der Garrigue verstehen. Die weitgehende Unzugänglichkeit dieser von Sträuchern dominierten Standorte macht sie zu wichtigen Rückzugsgebieten vieler Tier- und Pflanzenarten, darunter auch einem Großteil der maltesischen Endemiten wie Cheirolophus crassifolius, Atriplex lanfrancoi, Salsola melitensis, Hyoseris frutescens, Limonium melitense, Jasonia bocconei, Helichrysum melitense sowie Semi-Endemiten wie Antirrhinum siculum, Hypericum aegypticum subsp. webbii (= Triadenia aegyptica), Crucianella maritima  (= C. rupestris) und Periploca angustifolia.

#### Süßwasser-Formationen

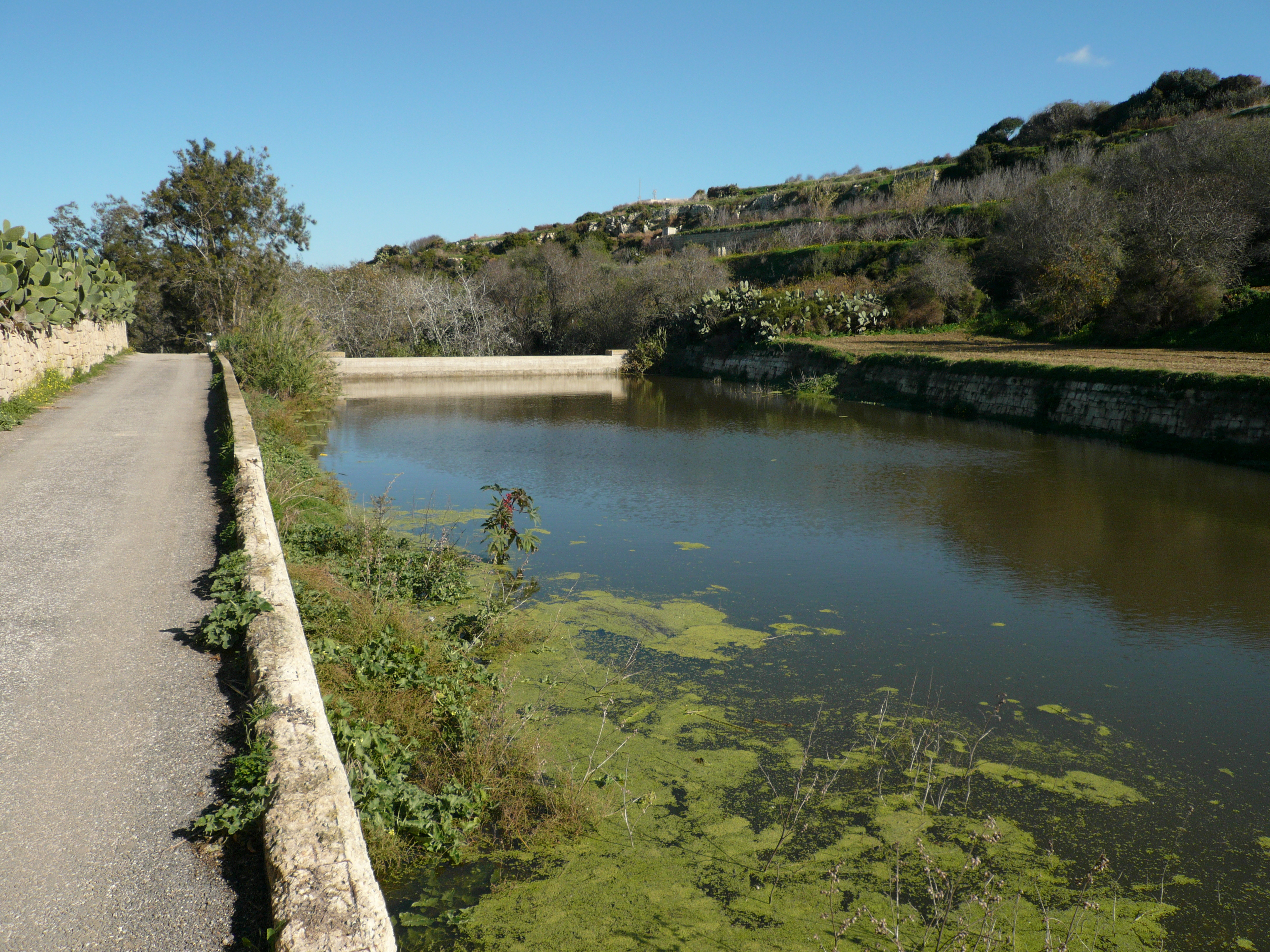
Die Chadwick Lakes im Wied Qleigħa zur Regenzeit im Dezember

Die Senken und Gruben im Korallenkalk des Karstlandes stellen während der Regenzeit Reservoire für kurzlebige und meist im späten Frühling, spätestens aber im Sommer trockenfallende Tümpel dar. Aufgrund der Seltenheit und Kurzlebigkeit dieser Standorte sind auch die dort vorkommenden Pflanzen selten, darunter Ranunculus peltatus (= R. saniculifolius), Callitriche truncata, Elatine gussonei, Damasonium bourgaei, Crassula vaillantii sowie die Armleuchteralge Tolypella glomerata. Nur wenige dieser Gewässer sind dauerhaft, entweder wegen ihrer Größe oder zusätzlicher Wasserzuflüsse (z. B. die künstlichen Chadwick Lakes). Sie sind die einzigen Stillgewässer des Archipels und daher von großer Bedeutung für Pflanzenarten, die ganzjährig vorhandene Gewässer brauchen.
Der größte Anteil der maltesischen Süßwasser-Pflanzen lebt in den wassergefüllten Widien während der Regenzeit, dominierende Arten sind unter anderem Pfahlrohr (Arundo donax), Cyperus longus, Scirpoides holoschoenus und Typha domingensis. Als untergetauchte Arten finden sich Armleuchteralgen der Gattung Chara sowie Haarblättriger Wasserhahnenfuß (Ranunculus trichophyllus) und der Endemit Zannichellia melitensis. Die Widien zählen zu den artenreichsten Habitaten des Archipels.
Die wenigen Quellgewässer weisen eine eigene Flora auf, deren Grundlage fließendes Süßwasser ist. Da die dortigen Arten meist auf diese seltenen Habitate angewiesen sind, sind sie äußerst rar. An einigen Wasserläufen finden sich noch Reste von sommergrünen Auwäldern, darunter Silber-Pappeln (Populus alba), Salix pedicellata, Ulmus canescens sowie gelegentlich Echter Lorbeer (Laurus nobilis).

### Formationen gestörter Standorte
Einige aufgrund der enormen Bevölkerungsdichte und dem beträchtlichen Flächenverbrauch mittlerweile weit verbreitete Pflanzengesellschaften sind jene gestörter Standorte, die von zahlreichen, meist nicht einheimischen Pflanzen dominiert werden. Untertypen existieren auf verlassenen Äckern, entlang von Straßenrändern und an gestörten Küstenstandorten.

## Einfluss des Menschen

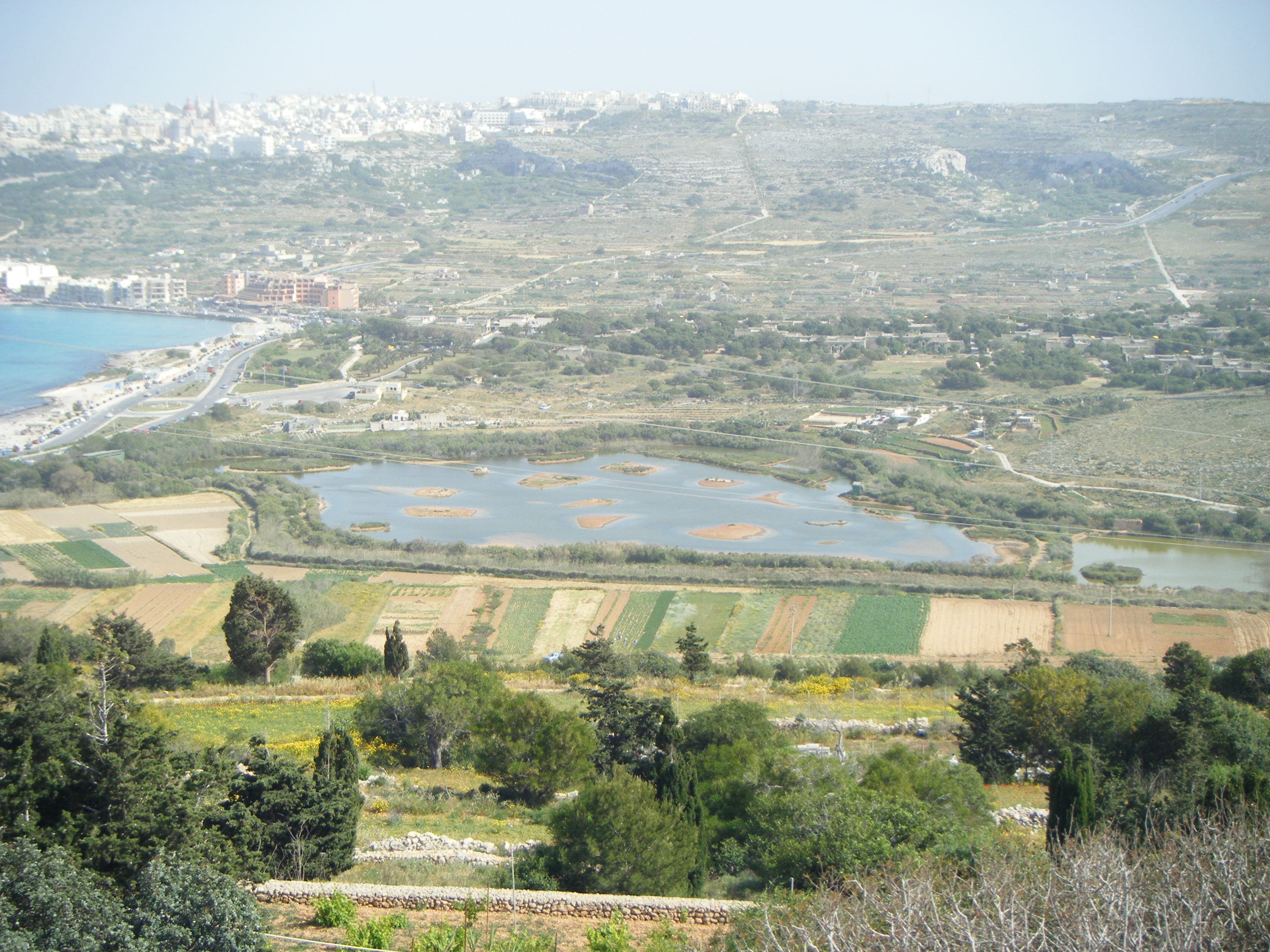
Das Naturschutzgebiet Il-Għadira, unmittelbar hinter dem Strand von Mellieħa

Die Anwesenheit des Menschen auf den maltesischen Inseln war für die Umwelt als Ganzes und die Pflanzenwelt im Besonderen folgenschwer. Auf initiale Entwaldung folgte Überweidung, wechselnde Phasen von Bewirtschaftung und Brache begünstigten eine massive Erosion, zahlreiche neue und teilweise invasive Arten wurden eingeführt. Der enorme und weiter zunehmende Bevölkerungsdruck sowie flächenintensive Nutzungen durch die Tourismusindustrie werden diese Entwicklung absehbar weiter vorantreiben.
Anfang der 1990er Jahre wurden erste Umweltgesetze erlassen. Das erste maltesische Naturschutzgebiet, das Għadira Nature Reserve, wurde 2001 auf private Initiative unmittelbar hinter dem Badestrand von Mellieħa angelegt und dient heute als Schutzgebiet insbesondere für Pflanzen und Vögel. Hier zeigten sich erste Ansätze zu einem erhöhten Umweltbewusstsein in der maltesischen Gesellschaft. Seit dem Beitritt Maltas zur Europäischen Union 2004 wurden im Rahmen des Natura-2000-Programms erstmals auch offiziell Gebiete für den Naturschutz gemeldet, im Jahr 2008 betraf dies vierzig terrestrische Besondere Schutzgebiete, die rund 13 % des Inselareals ausmachten. Ob diese Entwicklungen jedoch ausreichen, um die derzeitige Entwicklung zu stoppen oder gar auf Dauer umzukehren, ist offen.

### Flächennutzung
Malta ist heute mit rund 350.000 Einwohnern bei einer Bevölkerungsdichte von 1298 Einwohnern je km² hinter Monaco, Singapur und der Vatikanstadt der am dichtesten besiedelte Staat der Welt (zum Vergleich: Ruhrgebiet 1173 Einwohner je km²). Dazu kommen (von 1992 an stabil) jährlich 1 bis 1,2 Millionen Touristen. Entsprechend hoch ist der Druck, den der Mensch durch den Flächenverbrauch auf die Umwelt ausübt. Rund 16 % der Gesamtfläche von Malta und rund 10 % der von Gozo sind bebaut. Das Straßennetz weist eine Länge von insgesamt 1500 Kilometer bei 316 km² Fläche auf.

### Degradation
Die erste Besiedlung wurde in die Jungsteinzeit auf 5000 bis 9000 vor Christus datiert. Die Bevölkerung lebte in der Phase der ersten Besiedlung scheinbar isoliert, entwickelte aber eine hochstehende Kultur. Diese erste Kultur verschwand aus unbekannten Gründen und die Insel wurde nach einer nur kurzen Unterbrechung um ca. 2500 vor Christus neubesiedelt. Die zu dieser Zeit beginnende und bis vor wenige Jahrhunderte fortgesetzte Entwaldung wurde befördert durch die Einführung von Nutzvieh wie Schafen und Ziegen zur Zeit der Antike. Die heutige Gestalt der Insel als annähernd waldlos geht vollständig auf menschlichen Einfluss zurück.
Vor allem die zeitweise zahlreich vorhandenen Ziegen verhinderten durch das Abweiden selbst stachliger oder schwer verdaulicher Pflanzen bis auf „Stumpf und Stiel“ eine Regeneration der Ökosysteme, beförderten die zunehmende Degradation der Pflanzengesellschaften und bewirkten eine Verarmung der Flora. Der drastische Rückgang der Nutzviehhaltung in den letzten Jahrzehnten wird daher als vorteilhaft eingeschätzt, viele zuvor überweidete Flächen erholen sich nun und wandeln sich von degradierteren Formen wie der Steppe wieder zur Garrigue oder Macchie um.
Aufgrund der bereits langandauernden und sehr nutzungsintensiven Besiedlung gilt, dass kein Ort der Inseln mehr ein rein natürliches Ökosystem darstellt, „selbst die abgelegensten Gebiete zeigen deutliche Zeichen menschlicher Aktivitäten“, bestenfalls kann von halb-natürlichen Landschaften gesprochen werden.

### Landwirtschaft
Seit den 1950er Jahren hat die maltesische Regierung einen Strukturwandel der Inseln befördert, in dessen Zuge es zu einem Ausbau des Tourismus als Wirtschaftszweig kam. Im Gegenzug ging dabei vor allem die Landwirtschaft zurück, die mindestens seit antiker Zeit durchgängig ein Grundpfeiler der maltesischen Wirtschaft gewesen war. Betrug ihr Anteil am Bruttoinlandsprodukt 1954 noch 5,6 %, sank er bis 1994 auf nur mehr rund 3 %. Dadurch verringerte sich auch die Flächennutzung zu Agrarzwecken von rund 56 % im Jahre 1957 auf nur noch 38 % im Jahre 1993.
Das nunmehr brachliegende Land wurde vielfach von Wildpflanzen neu besiedelt, die – soweit ungestört bleibend – zuerst Steppenvegetation und über die Sukzession Garrigues bzw. Macchien ausbildeten. Da, wie auf vielen Inseln des Mittelmeeres, für Ackerland vielfach Hanglagen terrassiert wurden, die Terrassen nach Aufgabe jedoch verfallen, ist das Land stark von Bodenerosion betroffen.

### Einschleppung von Arten

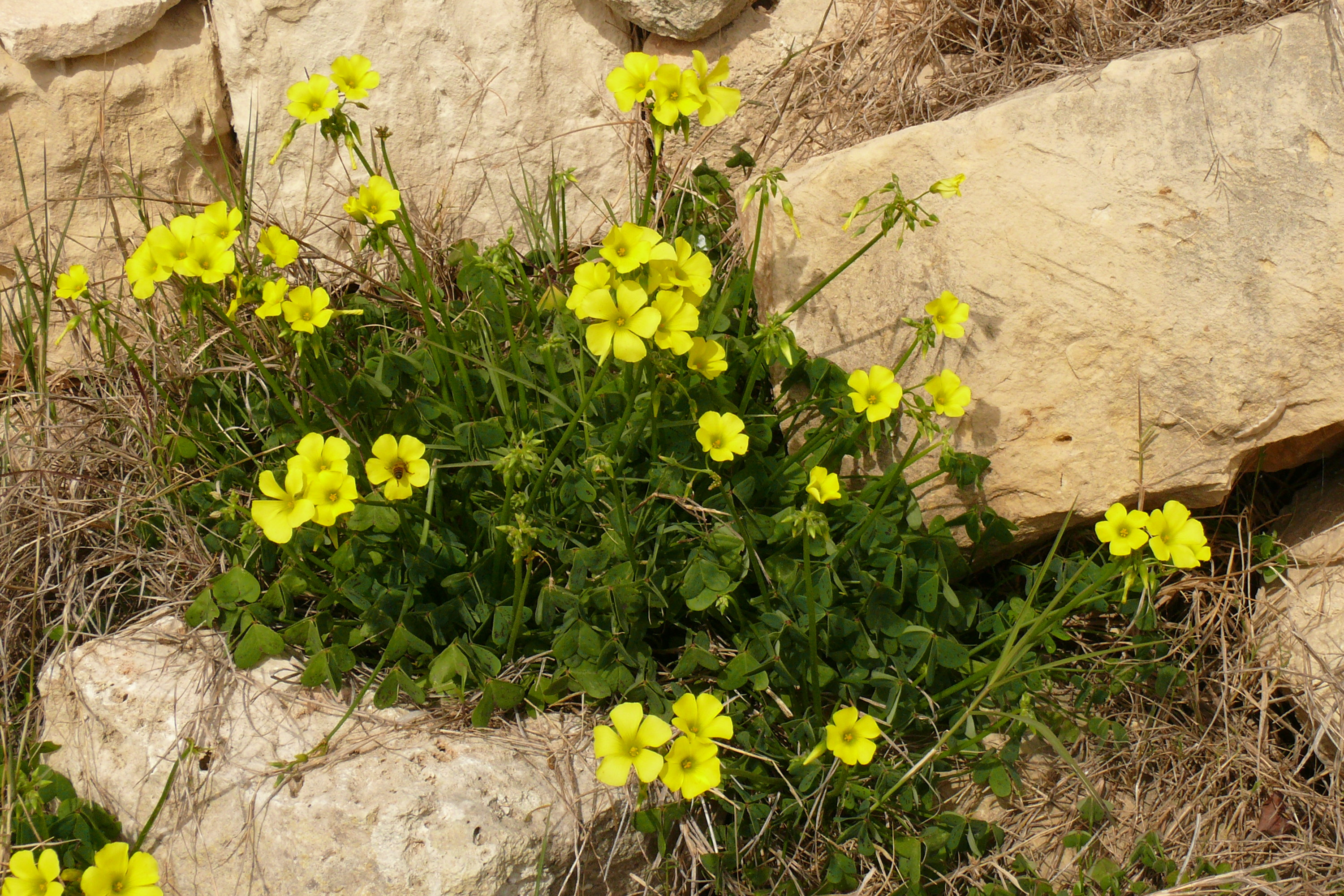
Nickender Sauerklee auf Malta

Da die maltesischen Inseln zeitweise von großer strategischer Bedeutung waren, erreichten sie Schiffe, Waren und Menschen aus aller Welt, mit ihnen auch Pflanzen. Bedeutende Wege der Einschleppung sind dabei neben landwirtschaftlich angebauten Nutzpflanzen importierte Zierpflanzen, Samen aus Vogelfutter, Flüchtlinge aus Botanischen Gärten und Arten, die mittels Lessepsscher Migration aus dem Roten Meer ins Mittelmeer einwanderten oder auf diesem Weg von Menschen eingeführt wurden (wie z. B. Halophila stipulacea).
Einige Arten sind nicht nur eingebürgert, sondern gelten als sogenannte invasive Arten mit hohem Verdrängungspotential. Als besonders problematisch werden auf den maltesischen Inseln drei Pflanzen eingestuft. Zum einen der aus Südafrika stammende, im 19. Jahrhundert eingeführte und aus den Argotti Botanical Gardens in Floriana entflohene Nickende Sauerklee (Oxalis pes-caprae). Er hat von Malta aus die Küsten des gesamten Mittelmeers und des Atlantiks bis hin nach Großbritannien erobert. Ebenso wie dieser aus den Argotti Botanical Gardens entflohen ist die aus Chile stammende Aster squamatus, die von den 1930er Jahren an bis zur Gegenwart zu einem der häufigsten Unkräuter der Insel wurde. Von Bedeutung ist außerdem der im 19. Jahrhundert als Zierpflanze eingeführte Wunderbaum (Ricinus communis), der vor allem in den wenigen Feuchtgebieten der Inseln heimische Arten verdrängt.

## Forschungsgeschichte

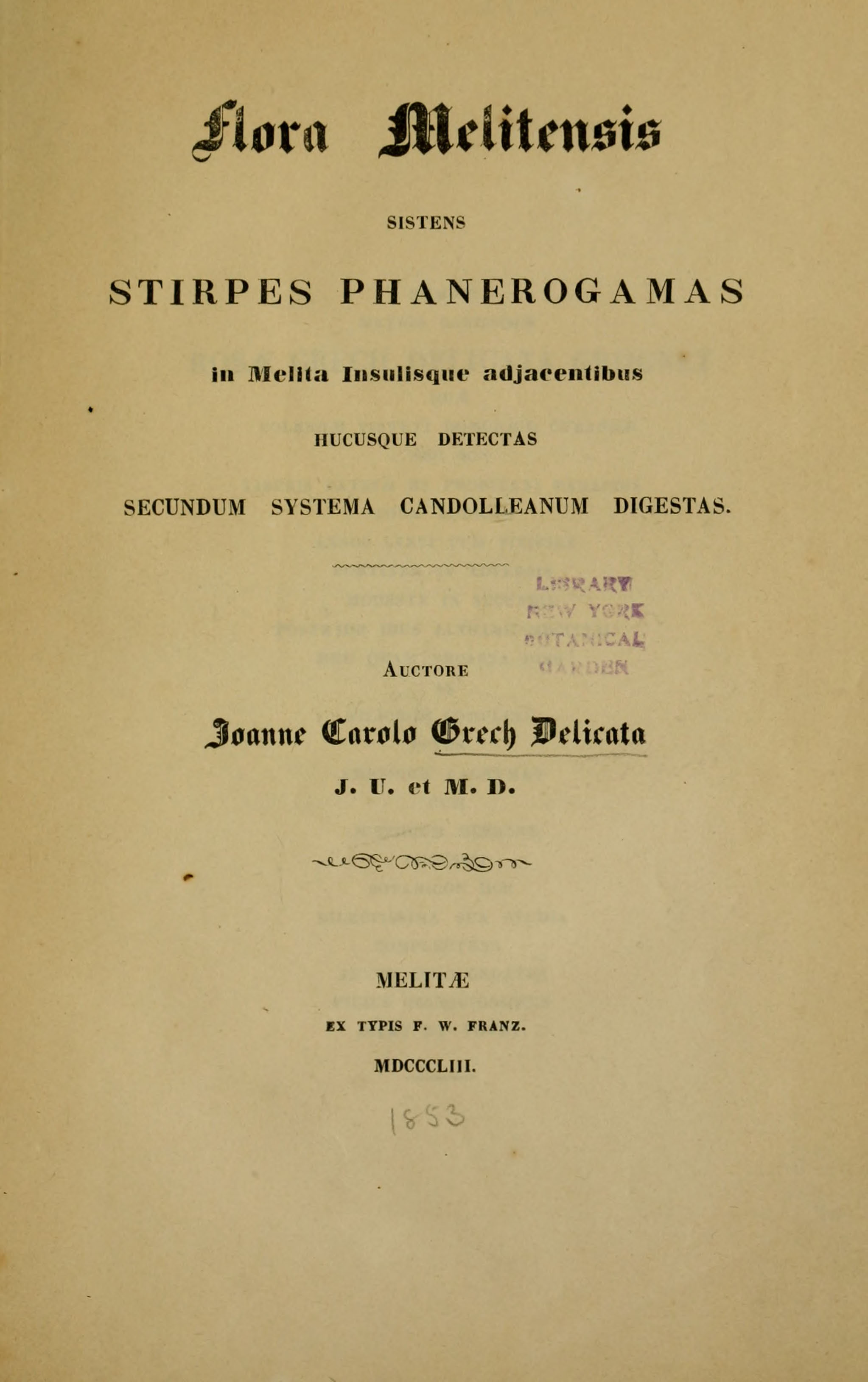
Delicatas Flora Melitensis, 1853

Die früheste Aufzeichnung zur Flora der maltesischen Inseln – nach einzelnen Erwähnungen von Kulturpflanzen durch antike Autoren wie Diodor, Cicero und Lukrez – stammt von Francesco Abela, der 1647 erste Wildpflanzen notierte. 1670 folgte eine erste Liste von Giovanni Francesco Bonamico, die bereits 243 Arten anführt. Nach weiteren einzelnen Listen sollte es bis ins Jahr 1827 dauern, bis Stefano Zerafa, Lehrstuhlinhaber für Naturgeschichte an der Universität Malta, in seinem 489 Arten umfassenden Florae Melitensis thesaurus die Flora Maltas ausgiebiger behandelte.
Nachdem er 1849 bereits eine Liste 400 einheimischer Pflanzen publiziert hatte, ließ Giovanni Carlo Grech Delicata 1853 sein Hauptwerk, die Flora Melitensis, folgen, in der er 716 Blütenpflanzen behandelte. Sein Werk sollte bis zum Anfang des 20. Jahrhunderts der Maßstab sein, bis Stefano Sommier und Caruana Gatto, gefördert von der italienischen Regierung, 1915 ihre erschöpfende Flora Melitensis Nova publizierten. Bereits kurz darauf, 1927, veröffentlichte John Borg nach Vorarbeiten seit dem Jahr 1896 seine Descriptive Flora of the Maltese Islands. Das Werk blieb über das 20. Jahrhundert hinweg maßgeblich und wurde fast 50 Jahre nach der Erstveröffentlichung 1976 noch einmal nachgedruckt. Gleichsam daran anknüpfend, es in vielen Dingen aktualisierend und insbesondere um Bestimmungsschlüssel ergänzend, aber deutlich kompakter, erschien 1977 die bisher letzte monografische Arbeit zum Thema, A Flora of the Maltese Islands von Sylvia Mary Haslam, Peter D. Sell und Patricia A. Wolseley. Die von Hans Christian Weber und Bernd Kendzior 2006 veröffentlichte Flora of the Maltese Islands - A Field Guide hingegen ist keine Flora, sondern ein Bestimmungsbuch und knüpft damit an Guido G. Lanfrancos Guide to the Flora of Malta von 1955 an.
Um 1676 bereits wurden die in Floriana ansässigen Argotti Botanical Gardens durch den Malteserorden als Heilkräutergarten (Hortus medicus) gegründet. 1855 wurden sie der Universität übergeben und dienen seither vor allem der Forschung und Lehre der naturwissenschaftlichen Fakultät. Seit Anfang des 21. Jahrhunderts beherbergen sie auch ein Herbarium.

## Nachweise
1. 1 2 3 4 5  
S.M. Haslam, P.D. Sell, P.A. Wolseley: A Flora of the Maltese Islands. Msida (Malta) 1977, „Topography“, S. x–xii.
2. 1 2 3 4 5 6 7 8  
Patrick J. Schembri: Physical Geography and Ecology of the Maltese Islands: A Brief Overview. In: Options Méditerranéennes, Sér. B. Band 7, 1993, S. 27–39 (PDF-Datei (Memento des Originals vom 29. Dezember 2009 im Internet Archive)  Info: Der Archivlink wurde automatisch eingesetzt und noch nicht geprüft. Bitte prüfe Original- und Archivlink gemäß Anleitung und entferne dann diesen Hinweis.).
3. ↑  
S.M. Haslam, P.D. Sell, P.A. Wolseley: A Flora of the Maltese Islands. Msida (Malta) 1977, „Geological and Ecological areas and their types of vegetation“, S. xxi–xlvi.
4. 1 2 3 4 5 6 7 8 9 10 11 12 13 14 15 16 17 18 19 20 21 22 23 24 25  
Patrick J. Schembri: The Maltese Islands: climate, vegetation and landscape. In: GeoJournal. Band 41, Nr. 2, 1997, S. 115–125, ISSN 0343-2521, doi:10.1023/A:1006828706452 (PDF-Datei).
5. ↑  
S.M. Haslam, P.D. Sell, P.A. Wolseley: A Flora of the Maltese Islands. Msida (Malta) 1977, „Soils“, S. xxi.
6. ↑  
S.M. Haslam, P.D. Sell, P.A. Wolseley: A Flora of the Maltese Islands. Msida (Malta) 1977, „Climate“, S. xiv–xx.
7. ↑  
World Meteorological Organisation: Wetterinformation für Malta (Memento vom 26. März 2010 im Internet Archive)
8. ↑  
Chris O. Hunt: Quaternary deposits in the Maltese Islands: a microcosm of environmental change in Mediterranean lands. In: GeoJournal. Band 41, Nr. 2, 1997, S. 101–109, doi:10.1023/A:1006824605544.
9. 1 2 3 4 5 6  
Leo Junikka, Pertti Uotila, Tapani Lahti: A Phytogeographical Comparison of the Major Mediterranean Islands on the Basis of Atlas Florae Europaeae. In: Willdenowia. Band 36, Nr. 1, Special Issue: Festschrift Werner Greuter, 2006, S. 379–388 (PDF-Datei).
10. 1 2  
Werner Greuter, Hervé-Maurice Burdet, Guy Long, Eckhard von Raab-Straube (Hrsg.): Med-Checklist. A critical inventory of vascular plants of the circum-mediterranean countries. Vol. 1 – Vol. 4, 1984–2008 (online).
11. 1 2  
The Euro+Med PlantBase – the information resource for Euro-Mediterranean plant diversity. In: bgbm.org. Euro+Med, abgerufen am 15. August 2021 (2006-).
12. 1 2 3 4  
S.M. Haslam, P.D. Sell, P.A. Wolseley: A Flora of the Maltese Islands. Msida (Malta) 1977.
13. ↑  
European Information Platform for Plants (EIP): Malta – Number of Nationally Threatened Species. Oktober 2005, online (Memento vom 1. Januar 2011 im Internet Archive), letzter Zugriff am 31. März 2010.
14. 1 2 3 4  
Edwin Lanfranco: Vegetation of the Maltese Islands. In: maltawildplants.com. Archiviert vom Original (nicht mehr online verfügbar) am 17. Juni 2008; abgerufen am 15. August 2021.
15. 1 2  
Louis F. Cassar, Elisabeth Conrad, Patrick J. Schembri: The Maltese Archipelago. In: Ioannis N. Vogiatzakis, Gloria Pungetti, A.M. Mannion (Hrsg.): Mediterranean Island Landscapes – Natural and Cultural Approaches, 2008, ISBN 978-1-4020-5063-3, S. 297–322, doi:10.1007/978-1-4020-5064-0_13 (eingeschränkte Vorschau in der Google-Buchsuche).
16. 1 2  
Salvatore Brullo, Gianpietro Giusso del Galdo: Taxonomic Remarks on the Anthyllis hermanniae L. (Fabaceae, Faboideae) Species Complex of the Mediterranean Flora. In: Novon. Band 16, Nr. 3, 2006, S. 304–314 (Digitalisat).
17. ↑  Stephen Mifsud: A review of Romulea Maratti (Iridaceae) in the Maltese Islands. In: Webbia. Band 70, Nr. 2, 3. Juli 2015, ISSN 0083-7792, S. 247–287, doi:10.1080/00837792.2015.1071910 (tandfonline.com [abgerufen am 5. September 2023]).
18. 1 2  
Salvatore Brullo, Gianpietro Giusso del Galdo, Edwin Lanfranco: A new species of Zannichellia L. (Zannichelliaceae) from Malta. In: Flora Mediterranea. Band 11, 2001, S. 379–384 (PDF-Datei).
19. 1 2  
Jan-Peter Frahm, Michael Lüth: The Bryophyte Flora of the Maltese Islands. In: Archive for Bryology. Band 29, 2008, S. 1–10 (PDF-Datei).
20. ↑  Hugonnot Vincent: Riccia melitensis Mass. (Marchantiophyta: Ricciaceae), an endemic species of the Maltese archipelago? In: Phytotaxa. Band 222, Nr. 3, 19. August 2015, ISSN 1179-3163, S. 238, doi:10.11646/phytotaxa.222.3.7 (biotaxa.org [abgerufen am 5. September 2023]).
21. 1 2  
M. Briffa, G. Moreno, C. Illana: Some Rare Myxomycetes from Malta. In: Wolfgang Nowotny (Hrsg.): Wolfsblut und Lohblüte. Lebensformen zwischen Tier und Pflanze = Myxomycetes (= Stapfia. Band 73). Linz 2000, ISBN 3-85474-056-5, S. 151–158 (deutsch, englisch, französisch, spanisch). (zobodat.at [PDF]).
22. 1 2 3 4 5 6 7 8 9 10 11 12  
Hans Christian Weber, Bernd Kendzior: Flora of the Maltese Islands - A Field Guide. ISBN 3-8236-1478-9, „Introduction“, S. 1–9.
23. ↑  
Cristian Brullo, Salvatore Brullo, Gianpietro Giusso del Galdo: Sulla presenza in Sicilia di Romulea melitensis (Iridaceae) specie critica della flora mediterranea. In: Simonetta Peccenini, Gianniantonio Domina (Hrsg.): Gruppi critici della Flora d’Italia. Comunicazioni. Dipartimento di Biologia Vegetale, La Sapienza Università di Roma, 30–31 ottobre 2009. Società Botanica Italiana, Palermo 2009, ISBN 978-88-903108-2-9 (PDF-Datei).
24. ↑  
Josep Rosselló, Mercedes Castro, Pere Fraga: New records of diploid Urginea pancration (Hyacinthaceae) in Cabrera (Balearic Islands). In: Flora Montiberica. Band 31, S. 44–46 (PDF-Datei).
25. ↑  
Franz Speta: Karyosystematik, Kultur und Verwendung der Meerzwiebel (Urginea STEINH., Liliaceae s.l.) In: Katalog des Oberösterreichischen Landesmuseums. Band 105, zugleich Linzer Biologische Beiträge. Band 12, Nr. 1, 9. Mai 1980, S. 193–238 (zobodat.at [PDF]).
26. ↑  
Zoila Díaz Lifante, Benito Valdés: Revisión del género Asphodelus L. (Asphodelaceae) en el Mediterráneo Occidental. In: Boissiera. Band 52, 1996, 189 S.
27. ↑  
Malta Environment & Planning Authority: Marine Habitats. Website online (Memento vom 27. Oktober 2011 im Internet Archive), letzter Zugriff am 30. März 2010.
28. ↑  
Hans Christian Weber, Bernd Kendzior: Flora of the Maltese Islands – A Field Guide. ISBN 3-8236-1478-9, S. 18.
29. ↑  
J. C. M. Alexander: The Mediterranean Species of Senecio Sections Senecio and Delphinifolius. In: Notes of the Royal Botanical Garden Edinburgh. Band 37, 1979, S. 387–428 (es gibt allerdings weitere, zu diesem Taxon gestellte Nachweise aus Kreta und dem Libanon).
30. ↑  
Norman K. B. Robson: Studies in the genus Hypericum L. (Guttiferae). 6. Sections 20. Myriandra to 28. Elodes. In: Bulletin of the Natural History Museum London, Botany. Band 26, Nr. 2, 1996, S. 75–217 (online).
31. ↑  
Hilke Maunder: Maltas erstes Naturschutzgebiet. In: spiegel.de. Spiegel Online, 6. Februar 2001, abgerufen am 15. August 2021.
32. ↑  
Malta Environment & Planning Authority: Sites submitted to the EC for inclusion in the Natura 2000 Network as required under the EC Habitats and Birds Directives. o. J.,  online (Memento vom 12. Mai 2015 im Internet Archive), letzter Zugriff am 31. März 2010.
33. ↑  
Anonymus: Malta's tourism industry 1964–2005. MTA, Island Travel Trader Online – www.travelmalta.com, PDF-Datei. (Memento vom 14. April 2010 im Internet Archive)
34. 1 2  
P. J. Schembri, Edwin Lanfranco: Introduced species in the Maltese Islands. In: A. E. Baldacchino, A. Pizzuto (Hrsg.): Introduction of alien species of flora and fauna. [Proceedings of a seminar held at Qawra, Malta, 5 March 1996], S. 29–54, 1996, Floriana, Malta, Environment Protection Department (PDF-Datei).
35. 1 2  
S.M. Haslam, P.D. Sell, P.A. Wolseley: A Flora of the Maltese Islands. Msida (Malta) 1977, „History of the Study of the Flora“, S. ix–x.
36. ↑  
D. G. Frodin: Guide to standard floras of the world. 2001, ISBN 0-521-79077-8, S. 629.
37. ↑  
S.M. Haslam, P.D. Sell, P.A. Wolseley: A Flora of the Maltese Islands. Msida (Malta) 1977, „Preface“, S. vii–viii.
38. ↑  
Pressemitteilung der Universität, 2005, online, letzter Zugriff am 31. März 2010.

## Weiterführende Literatur
- John Borg: Descriptive Flora of the Maltese Islands including the ferns and flowering plants, Government Printing Office Malta 1927; Reprint Koeltz, Königstein 1976, ISBN 3-87429-104-9.
- S.M. Haslam, P.D. Sell, P.A. Wolseley: A Flora of the Maltese Islands, Malta University Press, Msida (Malta) 1977, ohne ISBN.
- Hans Christian Weber, Bernd Kendzior: Flora of the Maltese Islands - A Field Guide. Margraf, Weikersheim 2006, ISBN 3-8236-1478-9.
- Giovanni Carlo Grech Delicata: Flora melitensis, sistens stirpes phanerogamas in Melita Insulisque adjacentibus hucusque detectas secundum systema Candolleanum digestas. W. Franz, Melitae 1853, doi:10.5962/bhl.title.9965.